# Lindenthal (Köln)

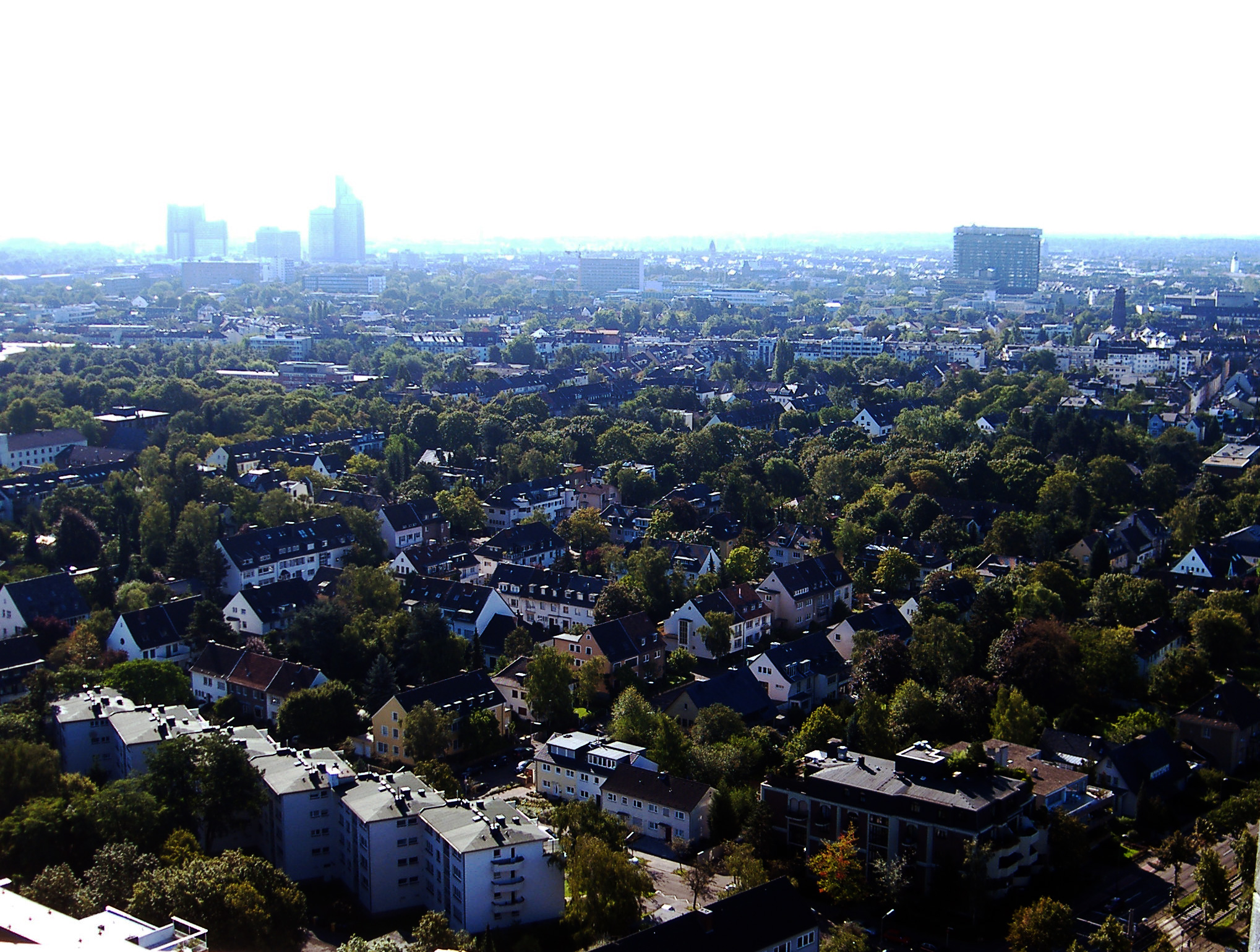
Luftbild Köln-Lindenthal

Lindenthal ist ein linksrheinischer Stadtteil von Köln. Er liegt im gleichnamigen Stadtbezirk Lindenthal im Westen der Stadt.

## Lage
Der Stadtteil Lindenthal liegt südwestlich der Kölner Innenstadt, zwischen dem Inneren- und dem Äußeren Grüngürtel. Lindenthal grenzt im Osten an den Stadtteil Neustadt-Süd, im Süden an Sülz und am Übergang der „Grenzstraße“ Gleueler Straße über die Bundesautobahn 4 an die Stadt Hürth, im Westen an Junkersdorf und im Norden an Müngersdorf, Braunsfeld und Ehrenfeld.

## Geschichte des Stadtteils
Der Stadtteil gehört seit 1888 zur Stadt Köln. Ein Großteil des Gebietes gehörte bis dahin zur Bürgermeisterei Efferen. Seine Geschichte ist geprägt von der Vielzahl der Hofgüter, Dörfer und Weiler (Kriel, Lind, Deckstein, Hohenlind, Melaten), die sich einst auf seinem Gebiet befanden.

### Die Gründung
Die Einwohner der Bürgermeisterei Efferen auf dem heutigen Kölner Stadtgebiet verteilten sich im Jahr 1831 wie folgt:
| Pfarre                | Orte       | Charakteristik                       | Kath. | Evang. | Jüd. | Insg. | Feuerstellen |
| --------------------- | ---------- | ------------------------------------ | ----- | ------ | ---- | ----- | ------------ |
| Kriel                 | Deckstein  | Hofanlage mit Wassermühle            | 27    |        |      | 27    | 2            |
|                       | Kitschburg | Landhaus                             | 11    |        |      | 11    | 2            |
|                       | Kriel      | Hofanlage mit Pfarrhaus und Küsterei | 19    |        |      | 19    | 3            |
|                       | Lind       | Weiler mit Wassermühle               | 125   |        |      | 125   | 17           |
|                       | Lindenburg | Landhaus und Hofanlage               | 10    |        |      | 10    | 2            |
| St. Mauritius in Köln | Neuenhof   | Hofanlage                            | 13    |        |      | 13    | 1            |
|                       | insg.      |                                      | 205   |        |      | 205   | 27           |

Die Kölner Bürger Thelen und Fühling, die sich als Gründer eines Kölner Stadtviertels einen Namen machen wollten, entwarfen 1843 einen Plan zur Errichtung einer Wohnkolonie. An der Landstraße nach Düren, im Bereich der heutigen Dürener, Falkenburg-, Herder- und Theresienstraße, erwarben sie etwa zehn Hektar Land, unterteilten es in Parzellen und legten Wege an. Die einzelnen Grundstücke verkauften sie zu erschwinglichen Preisen an Angestellte und Beamte. Mit der gewählten Ortsbezeichnung wurde Bezug auf die mit Linden bestandene Landstraße nach Düren und die Tallage der Neugründung zwischen der Linder Höhe und Hohenlind genommen.
Die offizielle Gründung Lindenthals fand 1846 mit dem Bau eines ersten Hauses an der Dürener Straße statt. In der folgenden Zeit wurde der neu geschaffene Vorort schnell zu einem der begehrtesten Wohnviertel Kölns. Zwar entwickelten sich auch andere Vororte überall jenseits der Ringmauern im für eine Bebauung neu zur Verfügung stehenden Umland, jedoch anders als diese blieben neben den rechtsrheinischen Orten Thielenbruch, Refrath und Frankenforst linksrheinisch nur Marienburg und Lindenthal industriefreie und mit viel Grün durchzogene reine Wohnviertel. Die Gebiete um den Bereich Weyertal/Bachemer Straße sowie um den Kölner Stadtwald und Stadtwaldgürtel entwickelten sich seit den 1880er Jahren zu reinen Villenvierteln.
Schon wenige Jahre nach seiner Gründung waren in Lindenthal 2662 Personen, das Vielfache der Einwohner des benachbarten Kriel, gemeldet. Der Vorort wuchs weiter, 1864 wurde das Bürgermeisteramt der Bürgermeisterei Efferen in die an der Ecke Krieler Straße/Falkenburgstraße stehende Falkenburg verlegt. Dennoch gehörte Lindenthal bis zur Eingemeindung nach Köln im Jahre 1888 (zusammen mit Lind, Lindenburg, Linderhöhe, Deckstein, Neuenhof und Kitschburg) zur Landgemeinde Kriel.

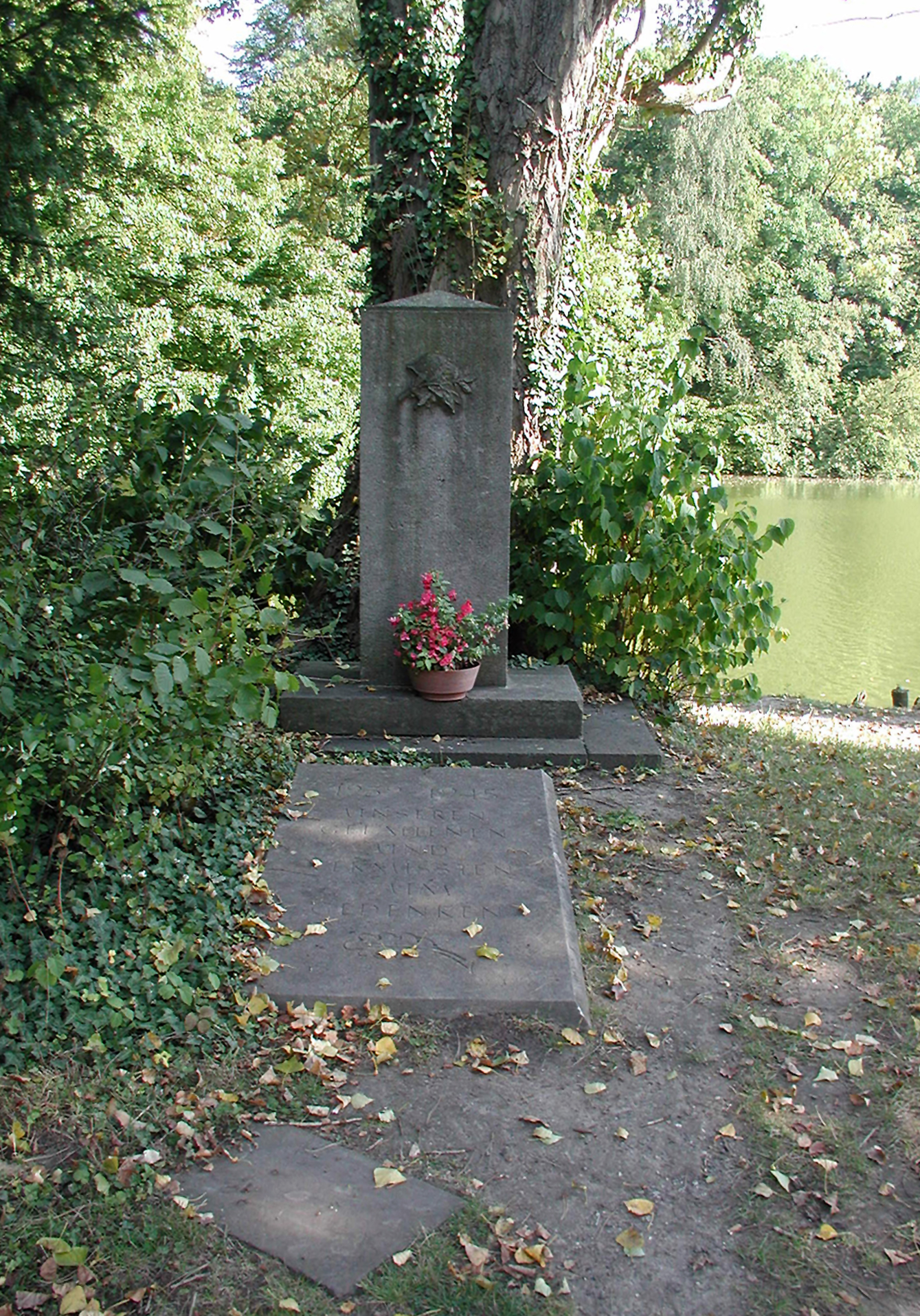
Ehrenmal am Stadtwaldweiher
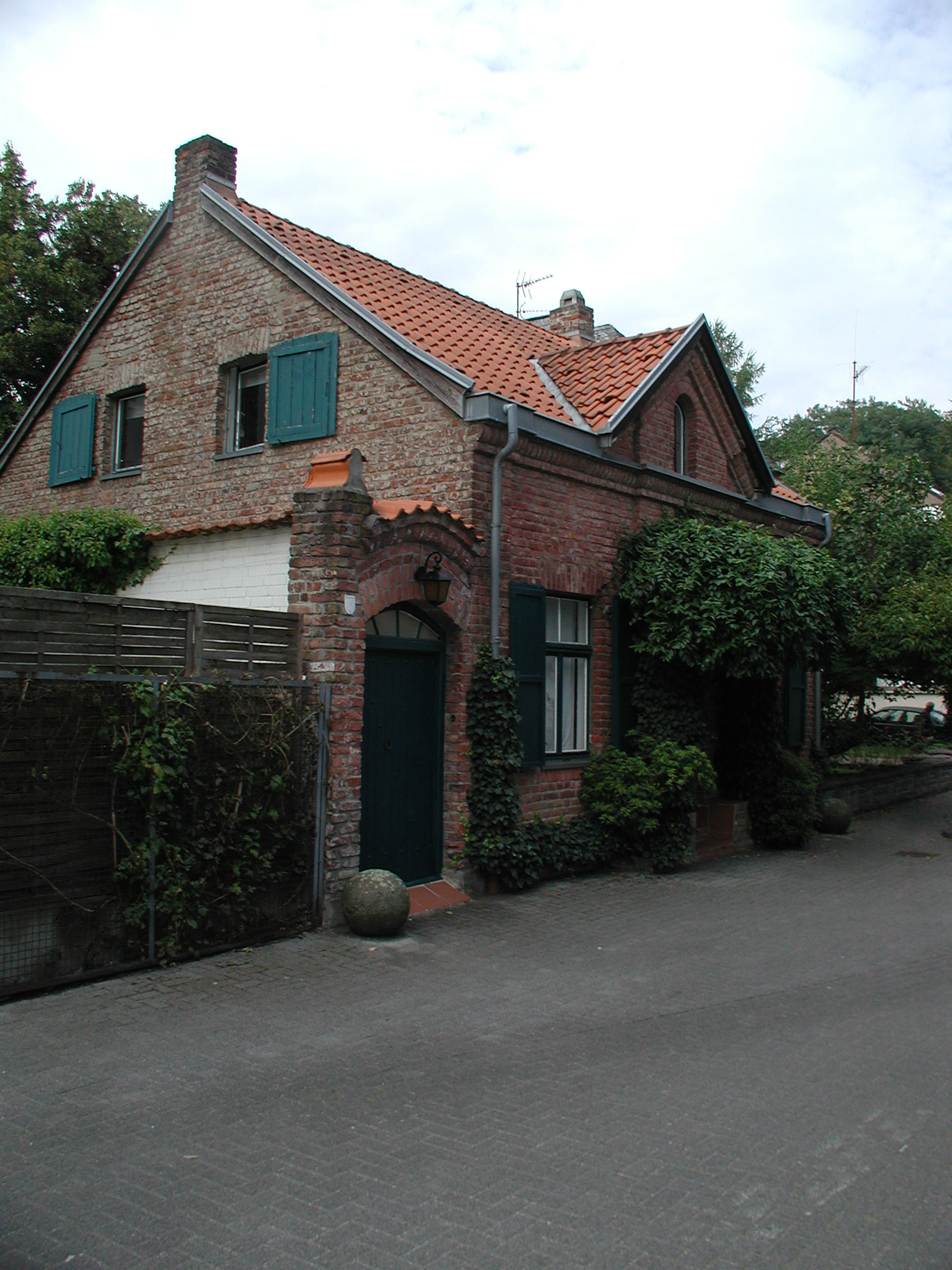
Denkmal, Morsdorfer Straße
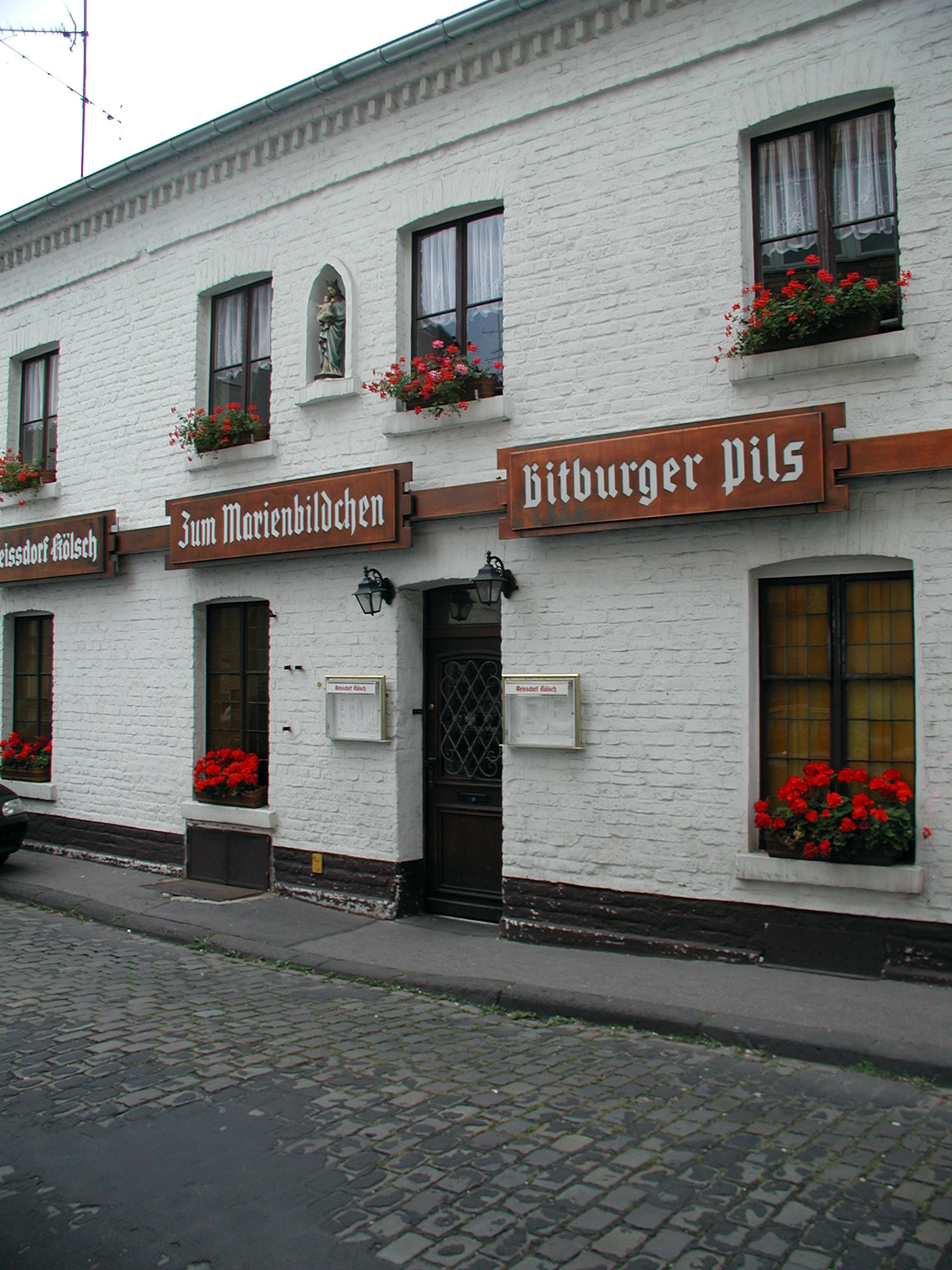
Marienbildchen um 1870, Falkenburgstraße
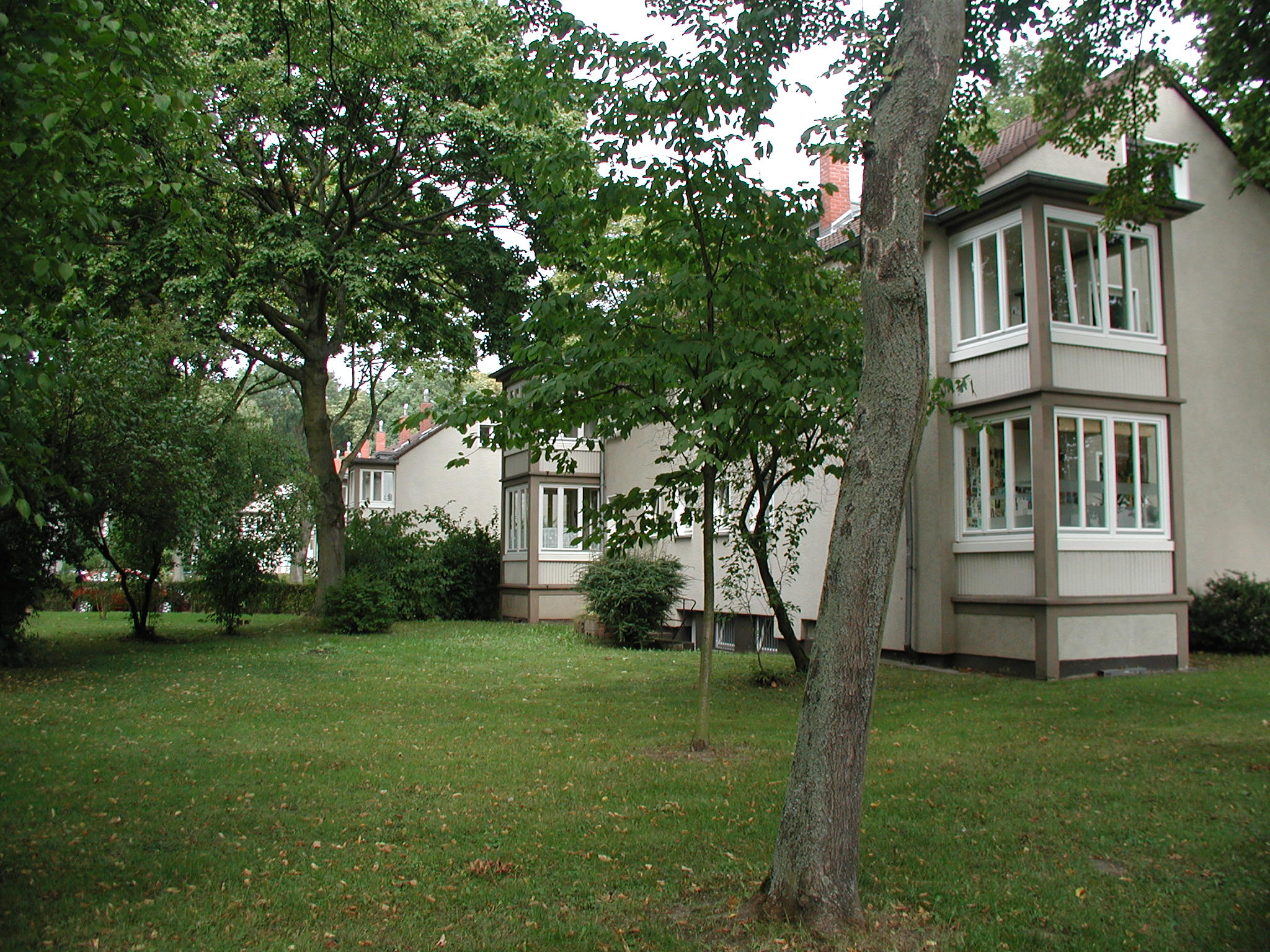
Postsiedlung, Dürener Straße

### Mobilität der Bürger
Individualverkehr und Transportmöglichkeiten zur damaligen Zeit waren denkbar schlecht. Zwar bestand die Lindenthaler Bevölkerung zum großen Teil aus in der Innenstadt tätigen Angestellten und Beamten, doch hatte die Stadt bis zur Eingemeindung 1888 kein Interesse an der Einrichtung öffentlicher Verkehrslinien in die nichtstädtischen Außenbezirke. Erst die 1877 errichteten privaten Pferdebahnlinien (die Lizenzen hierzu wurden vom preußischen Staat, nicht von der Stadt erteilt) brachten Lindenthal erneut größere Bevölkerungszuwächse. Um die Jahrhundertwende konnten in Köln 63 km Strecke befahren werden. Die Pferdebahn verfügte mittlerweile über 1.000 Bedienstete, 834 Pferde und annähernd 350 Wagen. Pro Jahr wurden etwa 30 Mio. Fahrgäste befördert.

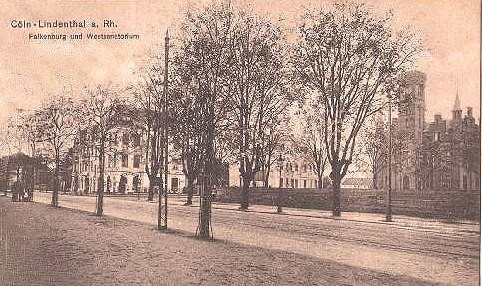
Postkarte der Falkenburg Köln–Lindenthal, 1930er Jahre

In der Zeit zwischen 1890 und 1895 kommt ergänzend durch die Notwendigkeit des Abtransportes der Frechener Braunkohle die Dampfeisenbahn ins Spiel. Auch hiervon profitiert Lindenthal, 1904 geht die Personenbahn der Köln-Frechen-Benzelrather Eisenbahn in Kölner Besitz über. Die Linie F, von den Kölnern liebevoll „Finchen“ genannt, wird später zur Linie 20, dann zur 2 und Stand 2022 ist es die Linie 7.

### Die Eingemeindung April 1888
Im Zuge der Eingemeindungsverhandlungen zwischen der Bürgermeisterei Efferen und der Stadt Köln im Jahr 1888 wurden die Orte der Landgemeinde Kriel und Teile der Bürgermeisterei Müngersdorf (Melaten, Weyertal und Linder Höhe) zum neuen Vorort Köln-Lindenthal zusammengefasst.
Um eine einheitliche Verwaltung auch in den neuen Stadtgebieten zu gewährleisten, folgte Lindenthal dem Beispiel der anderen Ortsteile und wurde in die Bezirke 60, 61 und 62 gegliedert.

### Anlage des Stadtwaldes

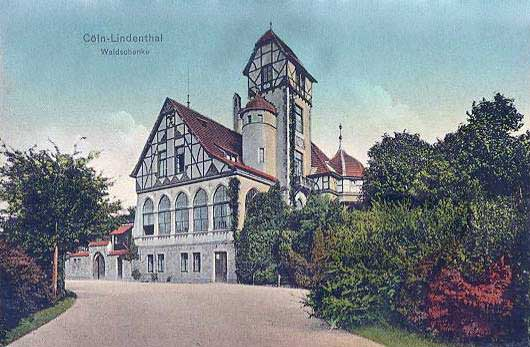
Waldschenke, um 1900

Viele der im Umfeld Kriels und Lindenthals vorhandenen Güter und Höfe hatten sich wie auch die Kitschburg im Besitz geistlicher Korporationen befunden und wurden in französischer Zeit säkularisiert. 1894 erwarb die Stadt Köln die Kitschburg mit ihrem englischen Landschaftspark und angrenzenden Ländereien im Gebiet zwischen Dürener- und Aachener Straße; insgesamt 412 Morgen Land.
Am 4. Juli 1895 beschloss der Rat der Stadt Köln auf der Basis des von Gartenbaudirektor Adolf Kowallek vorgelegten Entwurfes, das riesige Gelände (damals 150 Hektar) in eine vom Stil des Historismus geprägte Parkanlage, den Kölner Stadtwald, mit Sport- und Spielplätzen, dichtem Baumbestand, Teichen und Kanälen nebst gastronomischen Einrichtungen, wie der „Cöln Lindenthal Waldschenke“ und dem Stadtwaldrestaurant im Gebäude der Kitschburg, umzuwandeln.
Um die Jahrhundertwende war das kostspielige Vorhaben (2,5 Millionen Goldmark) verwirklicht, jedoch wurden noch bis 1910 Umgestaltungen und Erweiterungen vorgenommen. Die heutige Fläche des Stadtwaldes, in dem sich auch der Lindenthaler Tierpark befindet, beträgt 205,3 Hektar.
Zu dieser Zeit hatten sich die ehemaligen Freiräume zwischen den Ortschaften verdichtet, Kriel, Lindenthal, Linderhöhe und Weyertal waren mehr oder weniger zu einem geschlossenen Siedlungsbereich verwachsen. Lediglich Lind und Hohenlind waren durch Parkanlagen und den landwirtschaftlichen Komplex der Kitschburg vom neuen Siedlungsbereich getrennt. Die Besiedlung weiter Teile Decksteins wurde bis ins 20. Jahrhundert hinein durch die dort befindlichen Anlagen des Festungsrayons des Kölner Festungsrings verhindert.

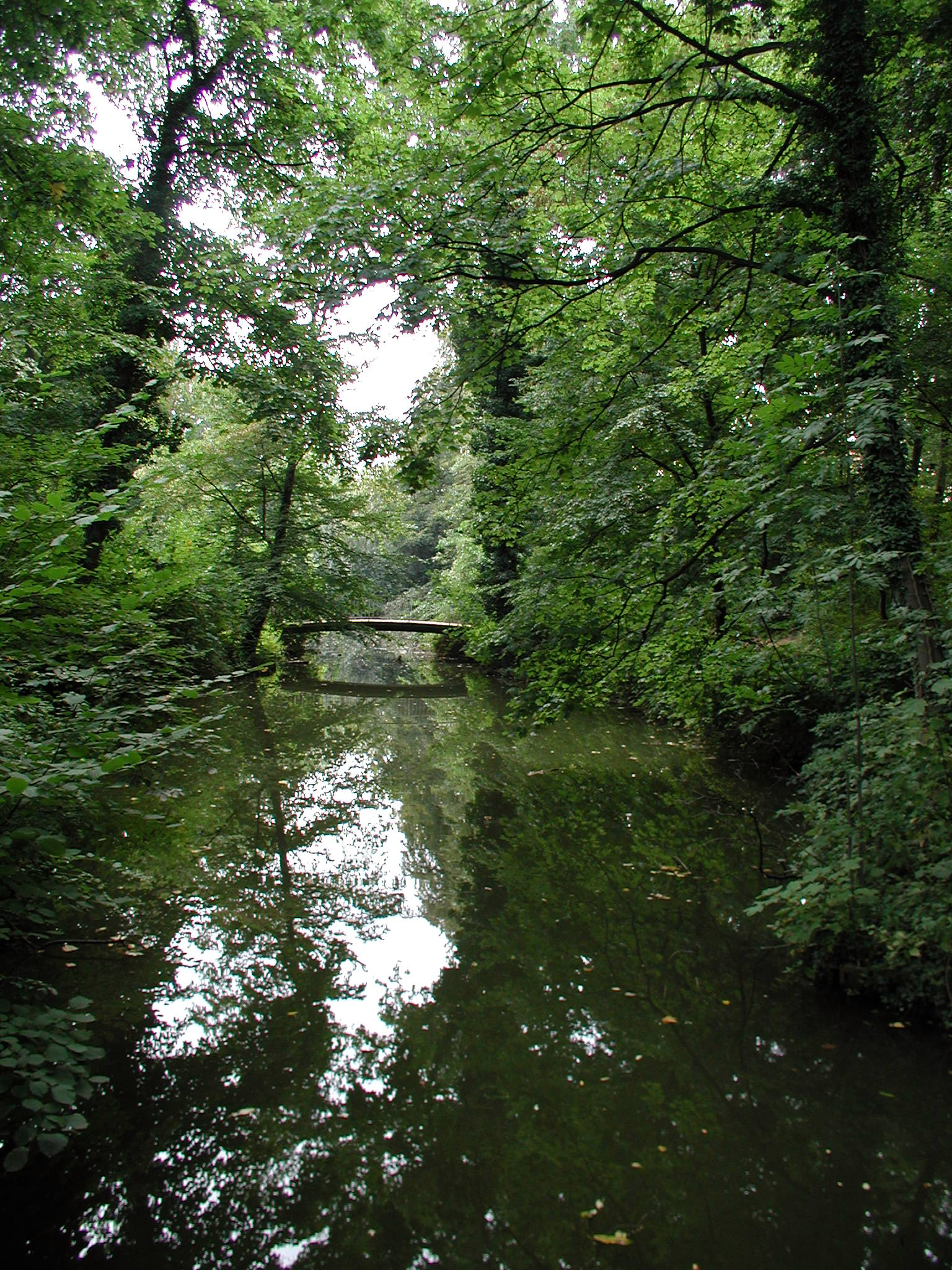
Kanal im Stadtwald
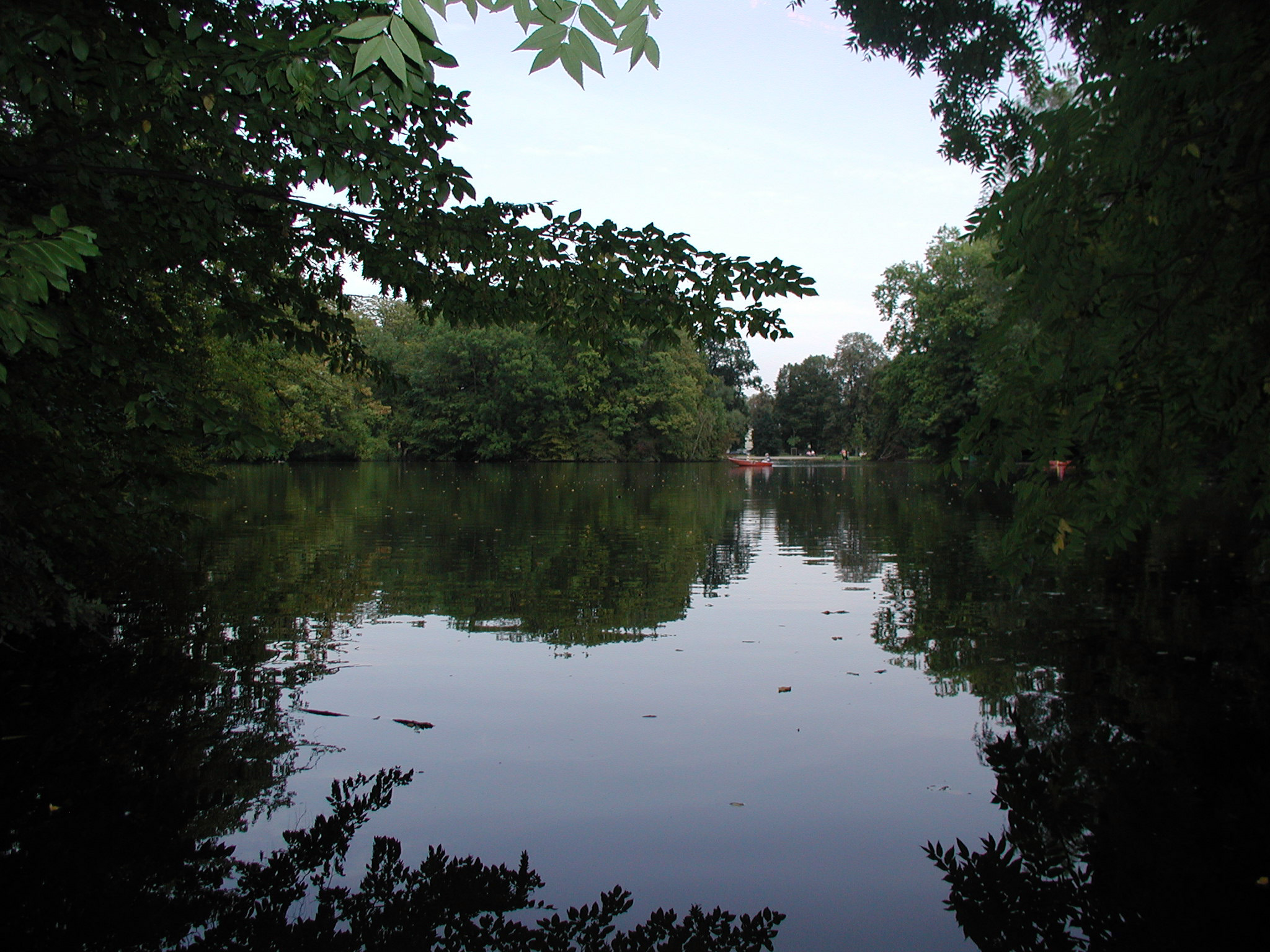
Richtung Dürener Straße
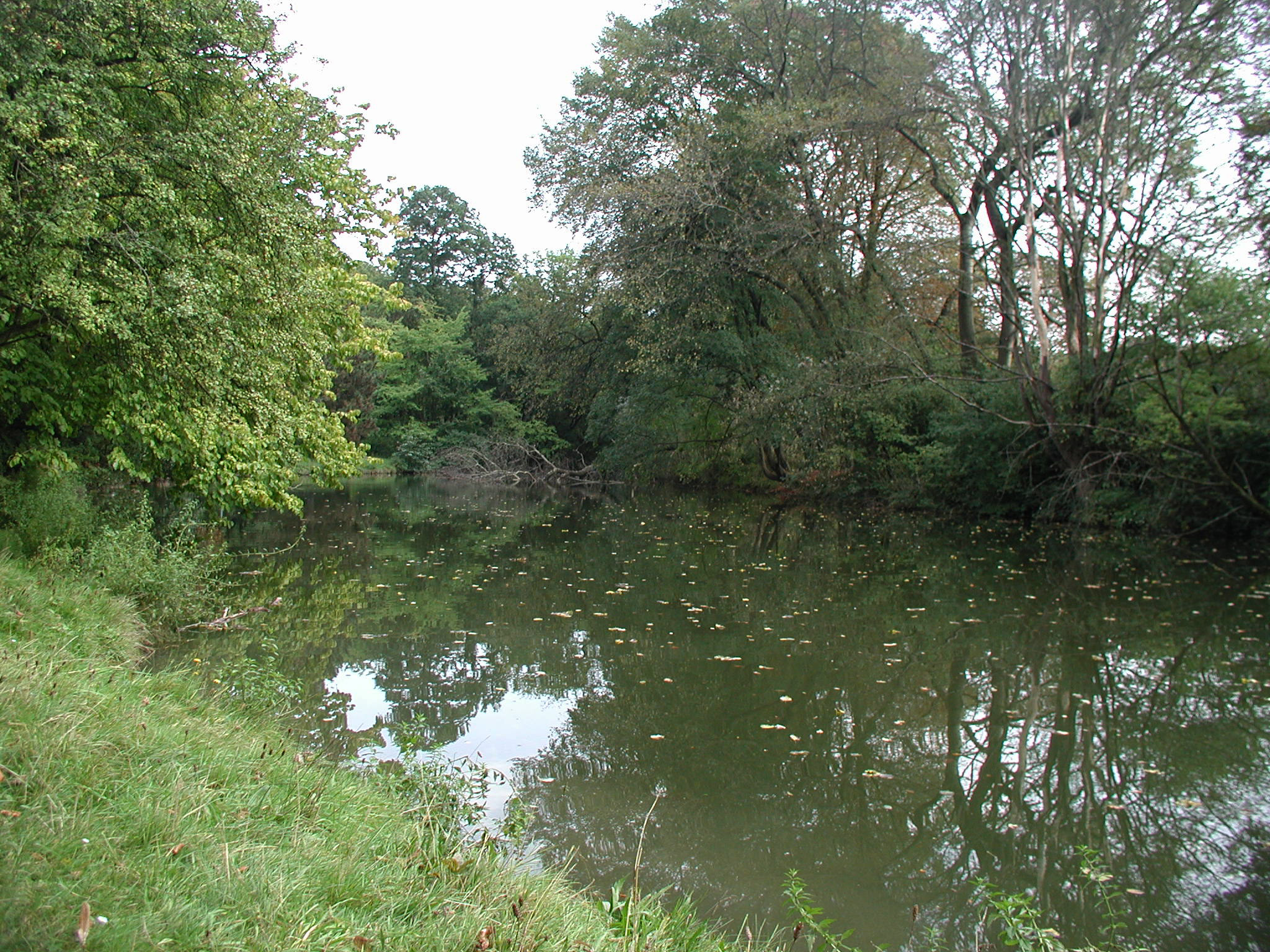
Mitte Kitschburger Straße
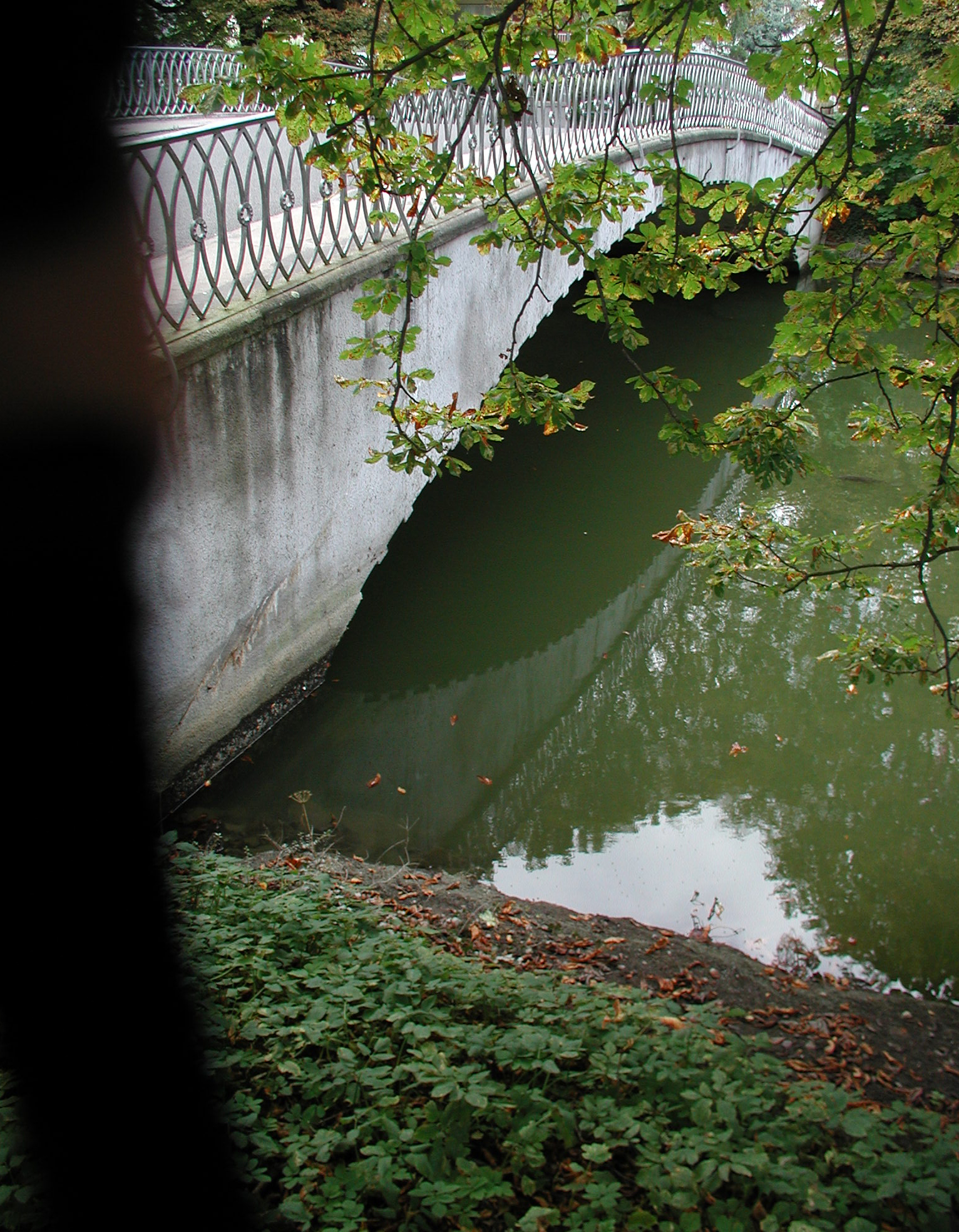
Am Lindenthaler Kanal

### Kleingartenanlagen und Grüngürtel
In Deckstein entstand in den Jahren 1927/28 im Zusammenhang mit der Anlage des Abschnitts des äußeren Grüngürtels um den Decksteiner Weiher in Höhe der Decksteiner Mühle am Aquarienweg eine Kleingartenanlage nach einem Entwurf des Gartenarchitekten und Leiters der Planungsabteilung des Kölner Gartenamtes, Theodor Nußbaum. Sie entsprach in ihrer städtebaulichen Einbindung ganz der Idee Fritz Schumachers. Dieser begleitete von 1920 bis 1923 als Stadtplaner unter Oberbürgermeister Konrad Adenauer auch die Schleifung der Festungsringe von Köln, dessen Planung Pachtgärten als Bindeglied zwischen Wohnbebauung und landschaftlich gestaltetem Grün vorsah. Die erhaltene Anlage umfasst 578 Einzelgärten und steht unter Denkmalschutz.
Weitere Gartenanlagen, zumeist im Lindenthaler Gartenverein von 1920 e. V. organisiert, an der Freiligrathstraße (6.678 m²), Decksteiner Straße (6.366 m²), Schlegelstraße (2.829 m²) Werthmannstraße (1.140 m²) und Dürener Straße (3.000 m²) wurden bis 1957, spätestens 1965 stillgelegt und als Bauland freigegeben.

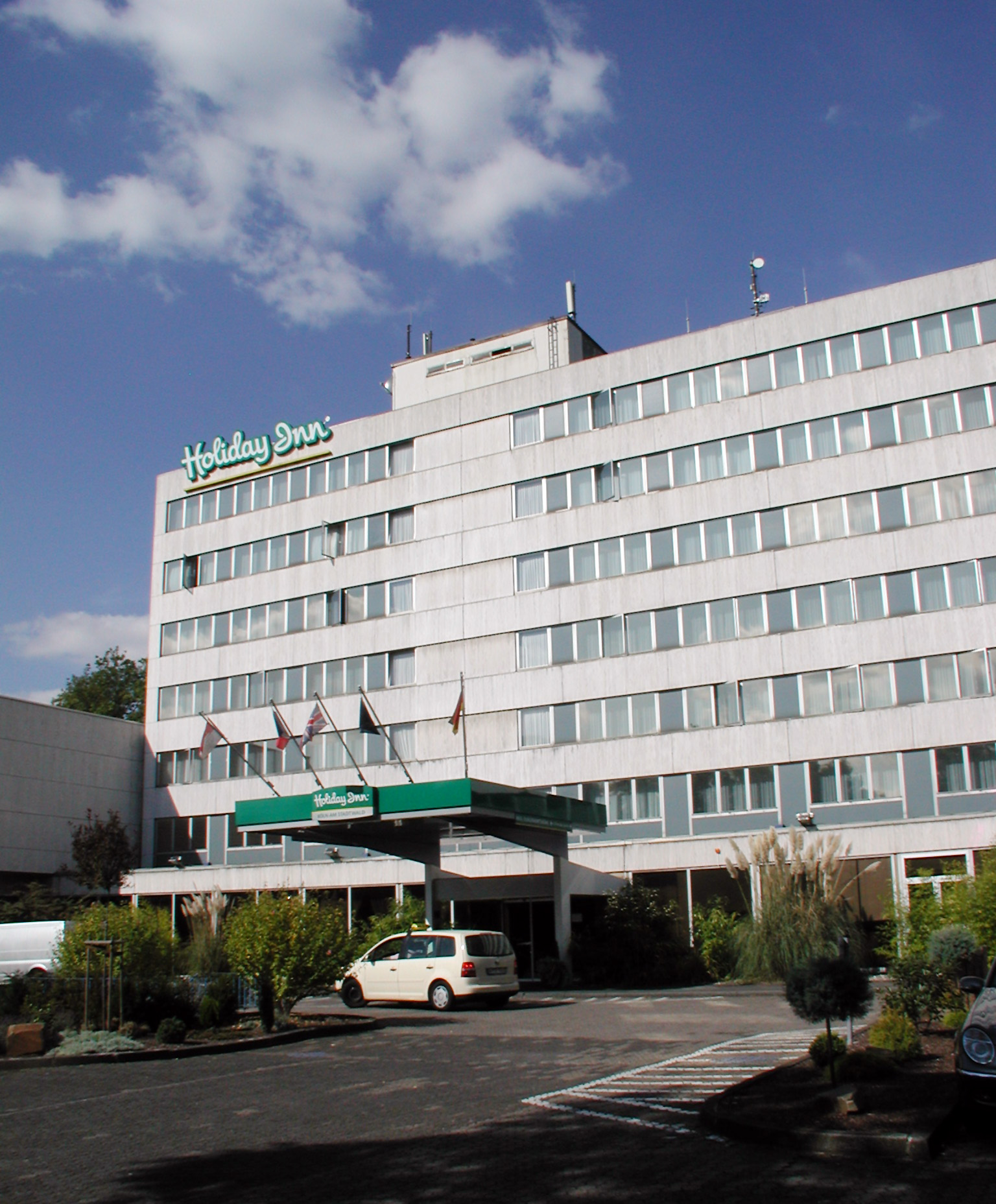
Ehemaliges Holiday-Inn Hotel (2008)
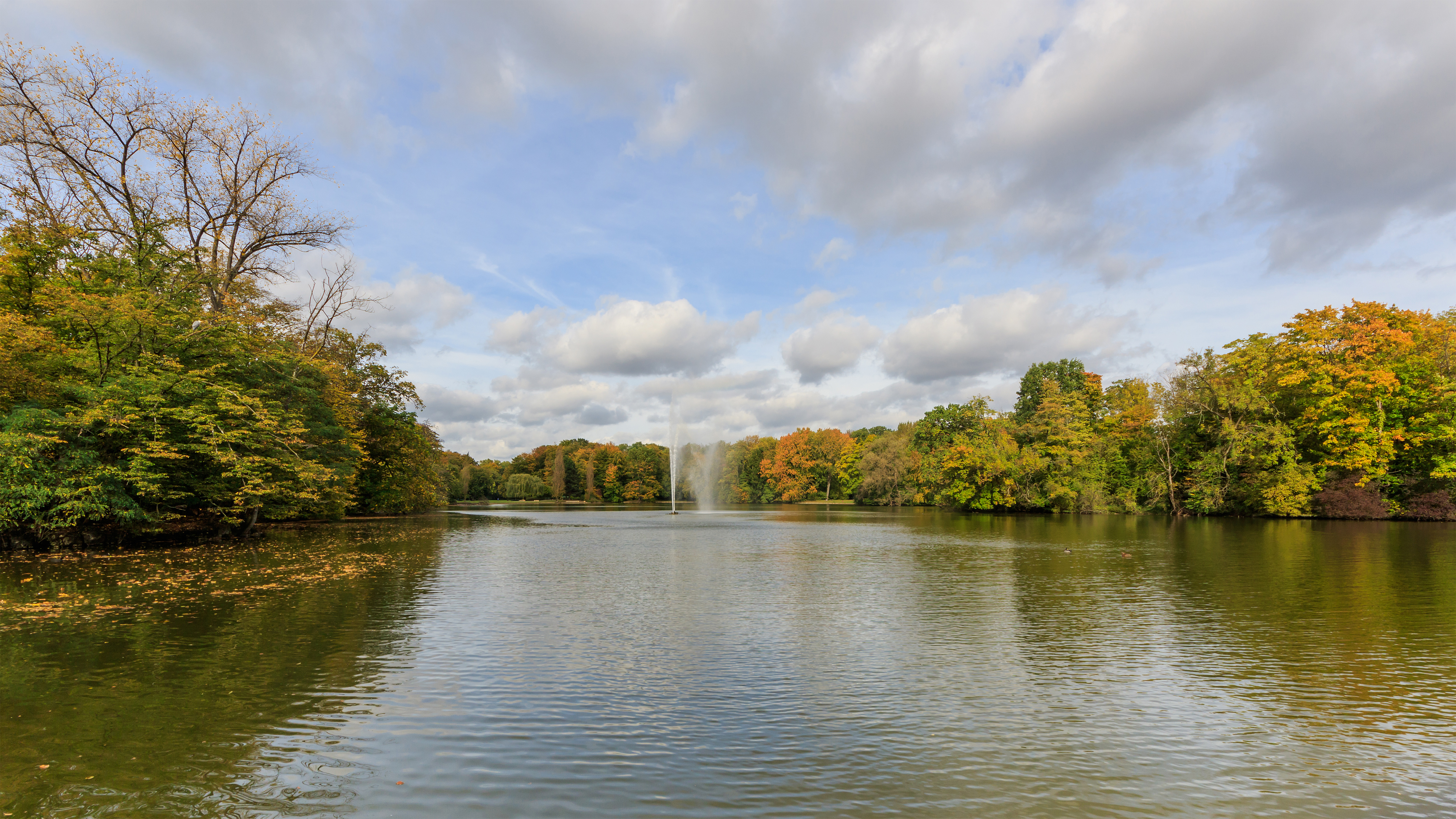
Weiher im Stadtwald
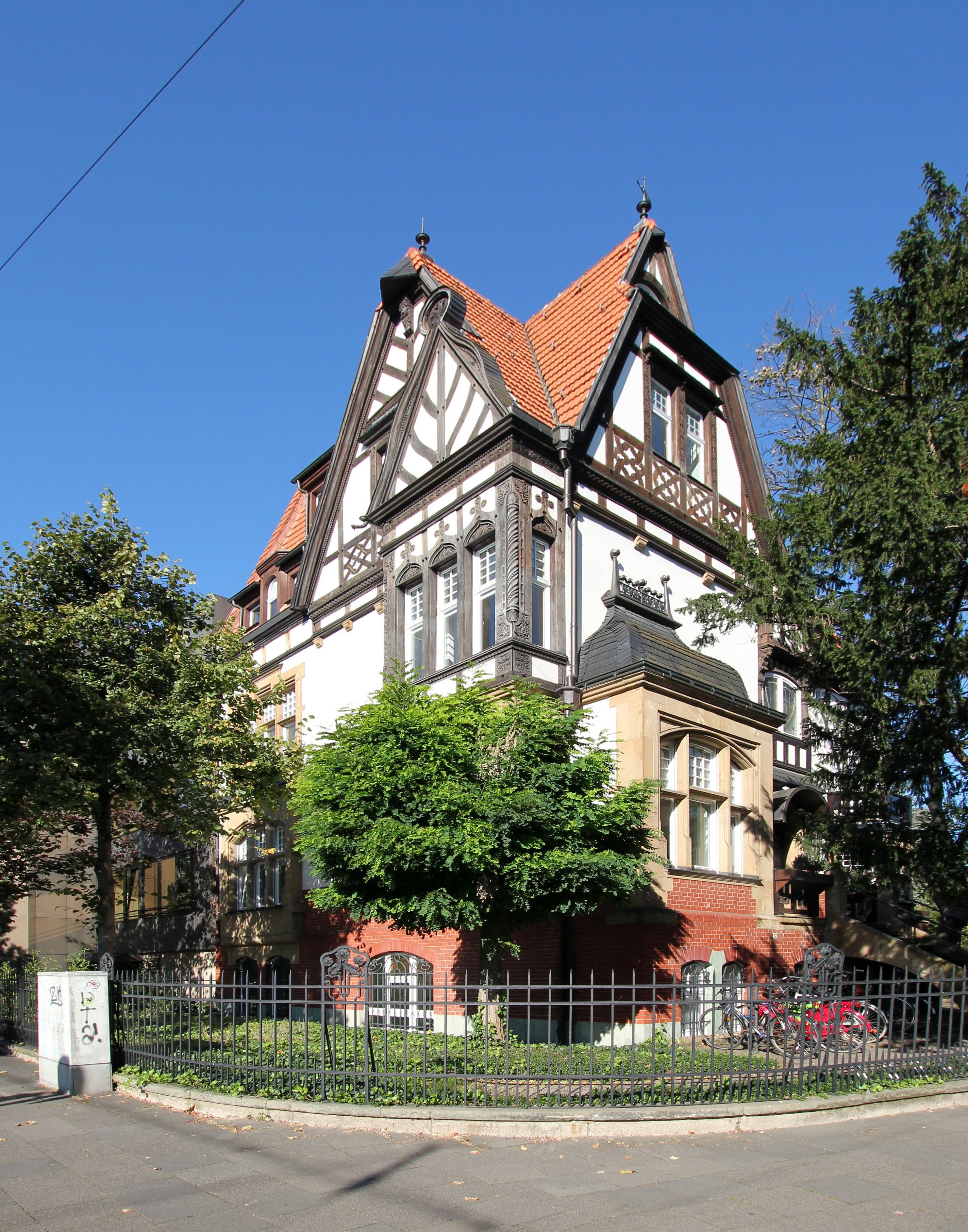
Haus Kitschburger Straße 1, 1903 erbaut
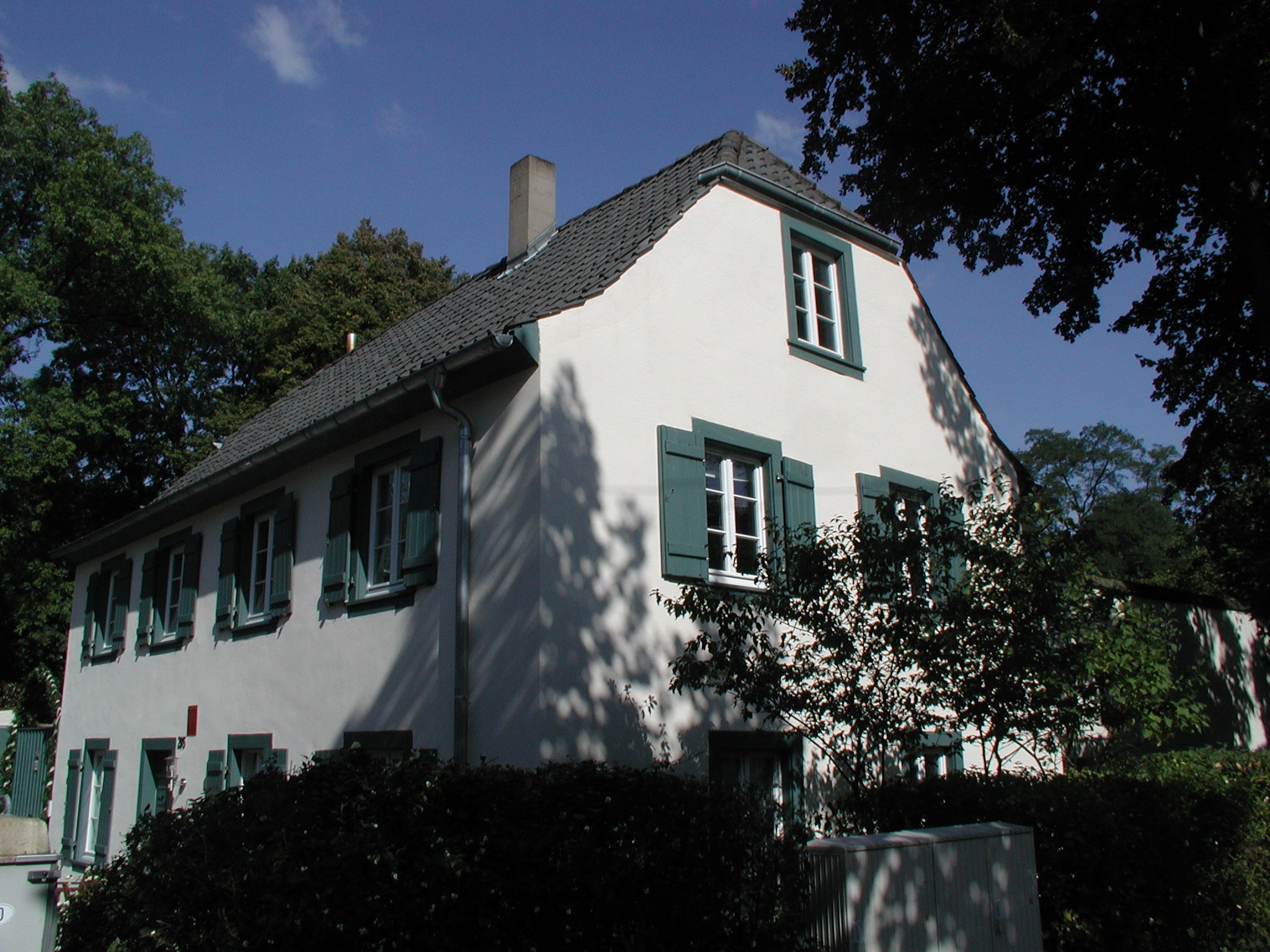
Haus Dürener Str.285, Rest des Hofgutes Kitschburg

### Architektur und Bebauung

#### Hofgut Kitschburg
1971 wurde das neu errichtete „Esso Motor Hotel“ eröffnet, das anschließend von der Holiday Inn-Kette geführt wurde und nach einer Übernahme zur Kette der Leonardo Hotels gehört. Bis zum Bau dieser modernen Hotelanlage Ende der sechziger Jahre stand an dessen Stelle das hochherrschaftliche klassizistische Landhaus des Hofgutes Kitschburg. Errichtet wurde es in den Jahren 1814/15 und diente später als Stadtwald-Restaurant. 1969 wurde das Gebäude gesprengt. Zum Komplex der Kitschburg gehörte auch ein kleines Gehöft (Stand 2023: Dürener Straße 285), dessen barockes 1759 erbautes Wohnhaus als einzig verbliebenes Relikt des damaligen Hofgutes erhalten ist.

#### Städtebauliche Entwicklung 1917–1933
Der öffentlich geförderte Wohnungsbau in Köln war ein 1913 unter dem Namen GAG geschaffener Verbund von Stadt, Unternehmen, Genossenschaften und Einzelpersonen. An dieser Gesellschaft war die Stadt mit etwa der Hälfte am Gründungskapital beteiligt, Vorsitzender des Aufsichtsrats war der Oberbürgermeister der Stadt, Konrad Adenauer. So richtig aufwärts ging es mit dieser Neugründung jedoch erst zum Ende der Inflationszeit um 1924.

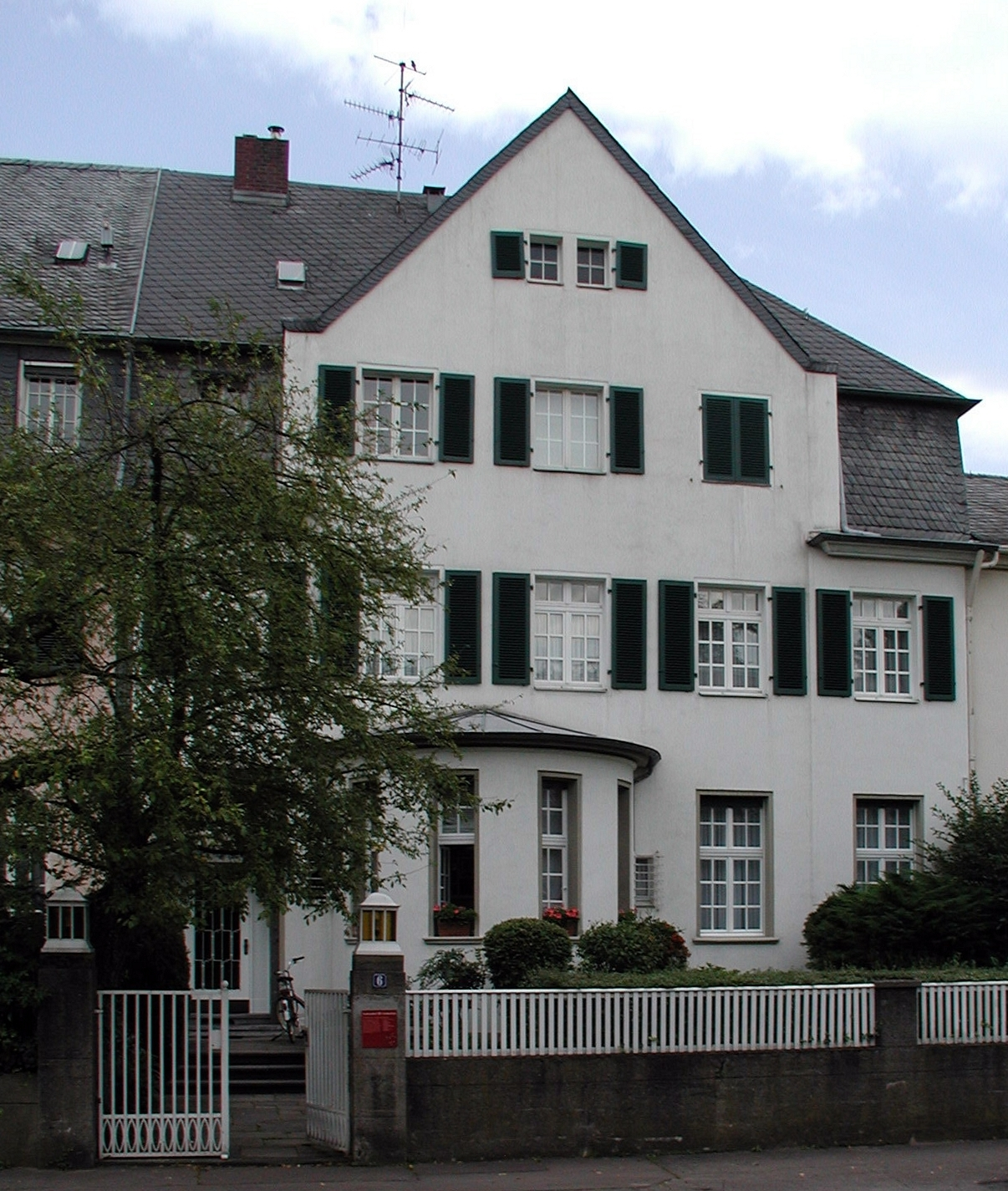
Ehem. Wohnhaus Adenauers, Max-Bruch-Straße

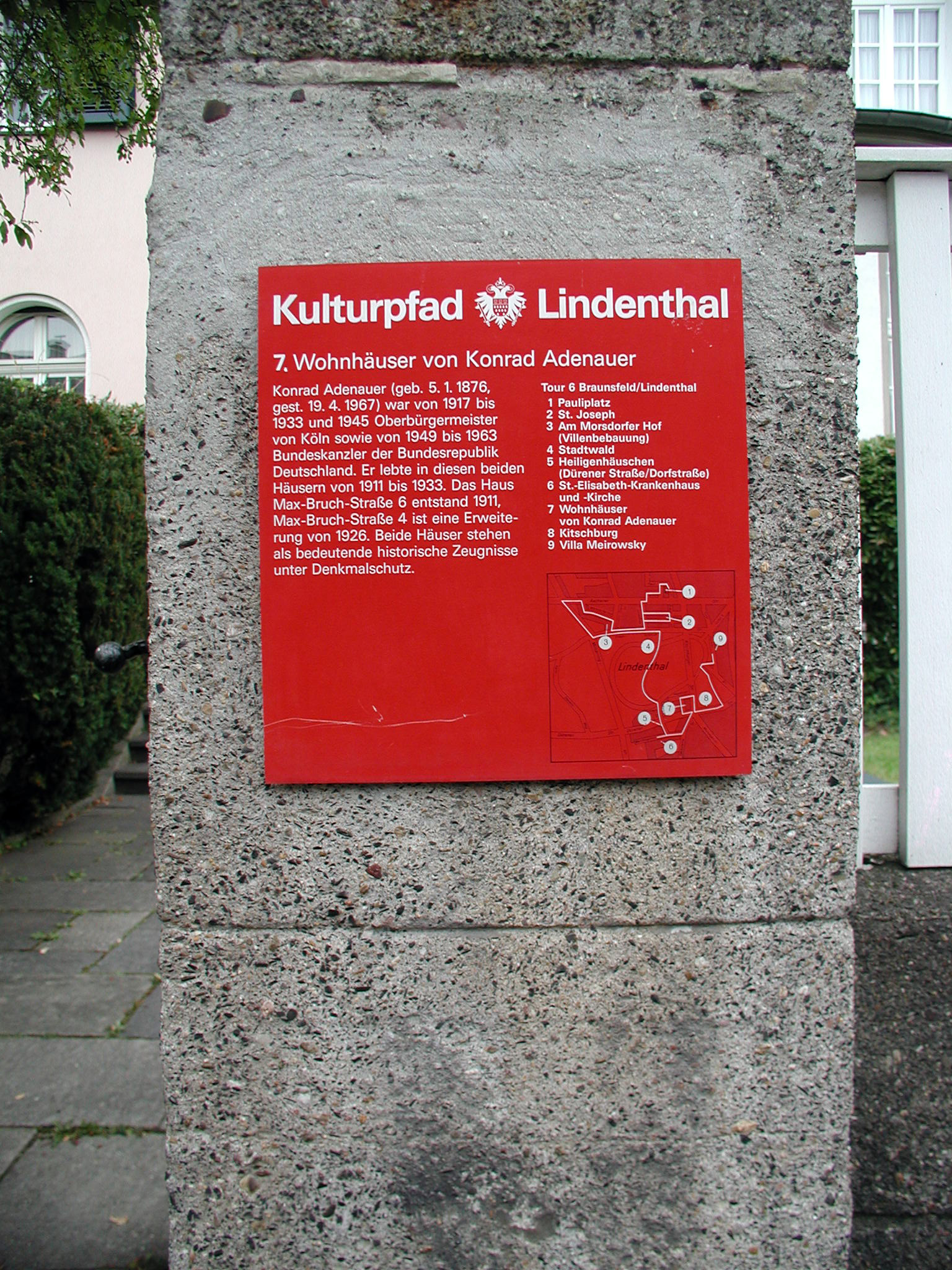
Ehem. Wohnhaus Adenauers, Info

Der Siedlungsbau erlebte im Köln der zwanziger Jahre einen regelrechten Boom: Ganze Stadtteile wurden von Wohnungsgenossenschaften zumeist nach den städtebaulichen Idealen der Zeit und oft nach den Prinzipien der Gartenstadt errichtet.
Adenauers Konzeption als GAG-Vorsitzender sorgte dafür, dass Köln eine der effizientesten Wohnungsbaupolitiken aller Städte in der Weimarer Republik betrieb. Relativ zur Zahl der Einwohner wurden besonders viele qualitativ hochwertige Wohnungen gebaut, was auch dazu führte, dass man dem sozialen Wohnungsbau in Köln die Kennzeichen „Licht, Luft und Bäumchen“ zuschrieb. Adenauer gelang es, dafür besonders viele Kräfte zu mobilisieren.
Charakteristisch für den Baustil der dreißiger Jahre sind die noch weitgehend erhaltenen Bauten Wilhelm Riphahns in der Birresborner und der Bitburger Straße. Mit planmäßigem Ausbau noch vorhandener Freiflächen wurden nach dem Geschmack der Baugesellschaften typische Häuserzeilen errichtet, so zum Beispiel in der Kerpener, der Mommsen- und Krieler Straße. Auch mehrstöckige Drei- und Vierfensterhäuser wie in der Kölner Innenstadt oder ganz typisch für Ehrenfeld, entstanden in der Bachemer, Theresien- oder Wittgensteinstraße. Überwiegend blieb man aber der Vorliebe zum Wohnen im Grünen treu. Schöne Vorgärten, prachtvolle in Parks eingebettete Villen, Weiher und künstlich geschaffene Kanäle, all das mochte man und konnte es sich leisten.
1925 wurde entlang der Rautenstrauch- und Clarenbachstraße mit Wasserflächen und Spielplätzen der Lindenthaler Kanal, eine Verbindung vom inneren Grüngürtel am Aachener Weiher zum Stadtwaldgelände im äußeren Kölner Grüngürtel geschaffen. Darüber hinaus hatte und hat Lindenthal eine Fülle von Grünanlagen durch die Parks der Klöster sowie die teilweise recht großen Gärten der Krankenhäuser.

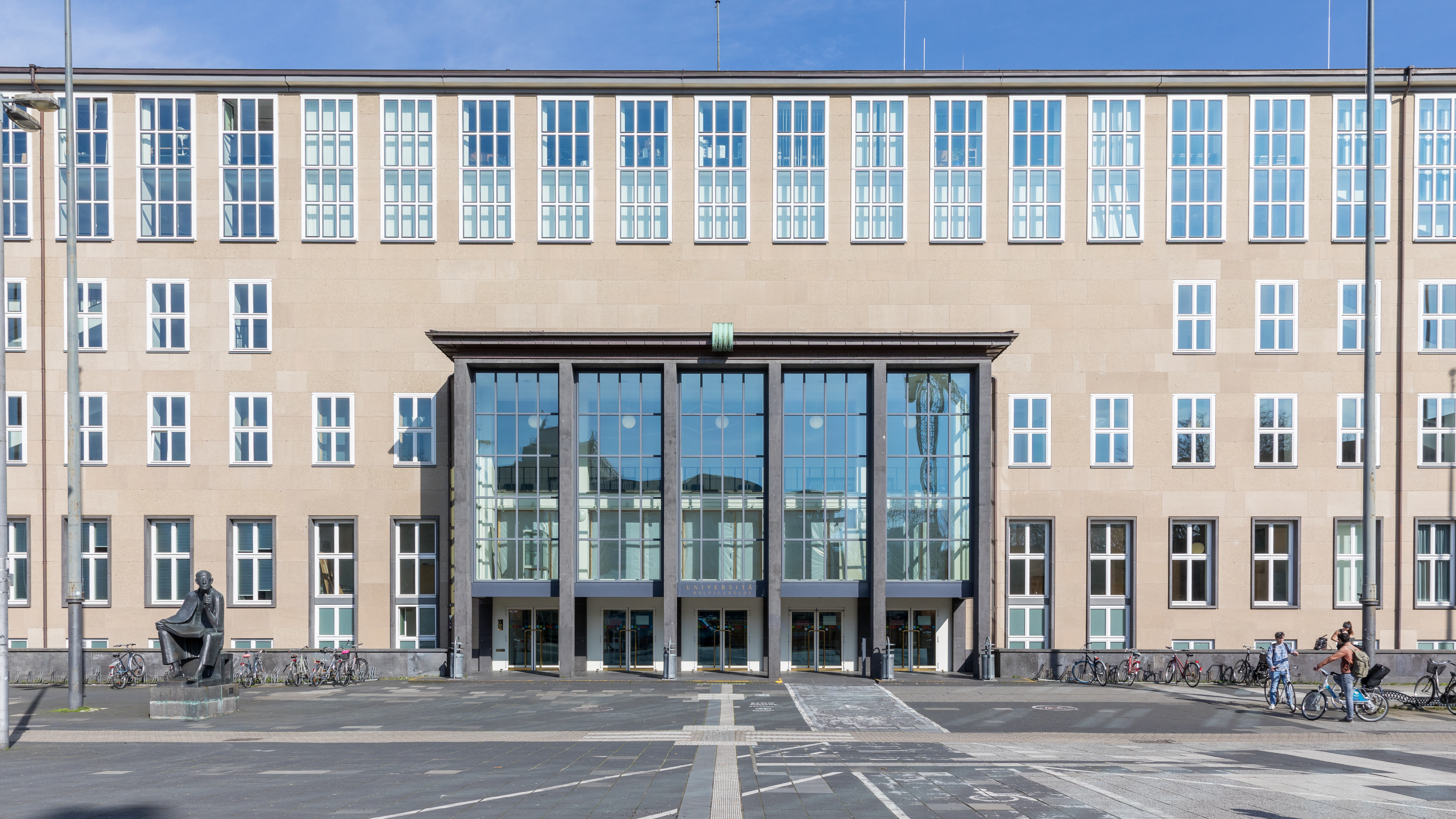
Universität zu Köln, Eingang Hauptgebäude

Ein Beispiel für den Baustil der Neuen Sachlichkeit war auch die neue Universität, sie wurde im Stil des Werkbundes errichtet. Die Grundsteinlegung erfolgte 1929, im November 1934 konnte die Universität in einen vom Architekten und Stadtbaudirektor in Köln Adolf Abel errichteten funktional schlichten Neubau im Inneren Grüngürtel nahe der Medizinischen Fakultät einziehen. Bis zum Jahr 1953 blieb sie eine städtische Universität und ging dann in die Trägerschaft des Landes Nordrhein-Westfalen über. Im Jahr 2023 ist sie mit mehr als 43.000 Studenten eine der größten Universitäten Deutschlands.

### Schulwesen
Nach der ersten eigenen Schule auf Lindenthaler Gebiet, der einräumigen Zwergschule für 22 Kinder am Krieler Dömchen, bezog man ein 1865 Ecke Gleueler- und Schlegelstraße errichtetes neues Schulgebäude. Auch diese, anfangs mit zwei Parallelklassen für Jungen und Mädchen konzipierte Schule wurde schon nach wenigen Jahren trotz eines Anbaues einer schnell anwachsenden Schülerzahl nicht mehr gerecht. Der damalige Eigentümer des Hofgutes Kitschburg stiftete 1875/76 für eine weitere Schule des neuen Lindenthal Bauland in der Hillerstraße. Wegen der ansteigenden Kinderzahlen musste diese ebenfalls nach kurzer Zeit erweitert werden, zumal auch Kinder aus dem nahen Braunsfeld in dieser Schule angemeldet werden konnten.

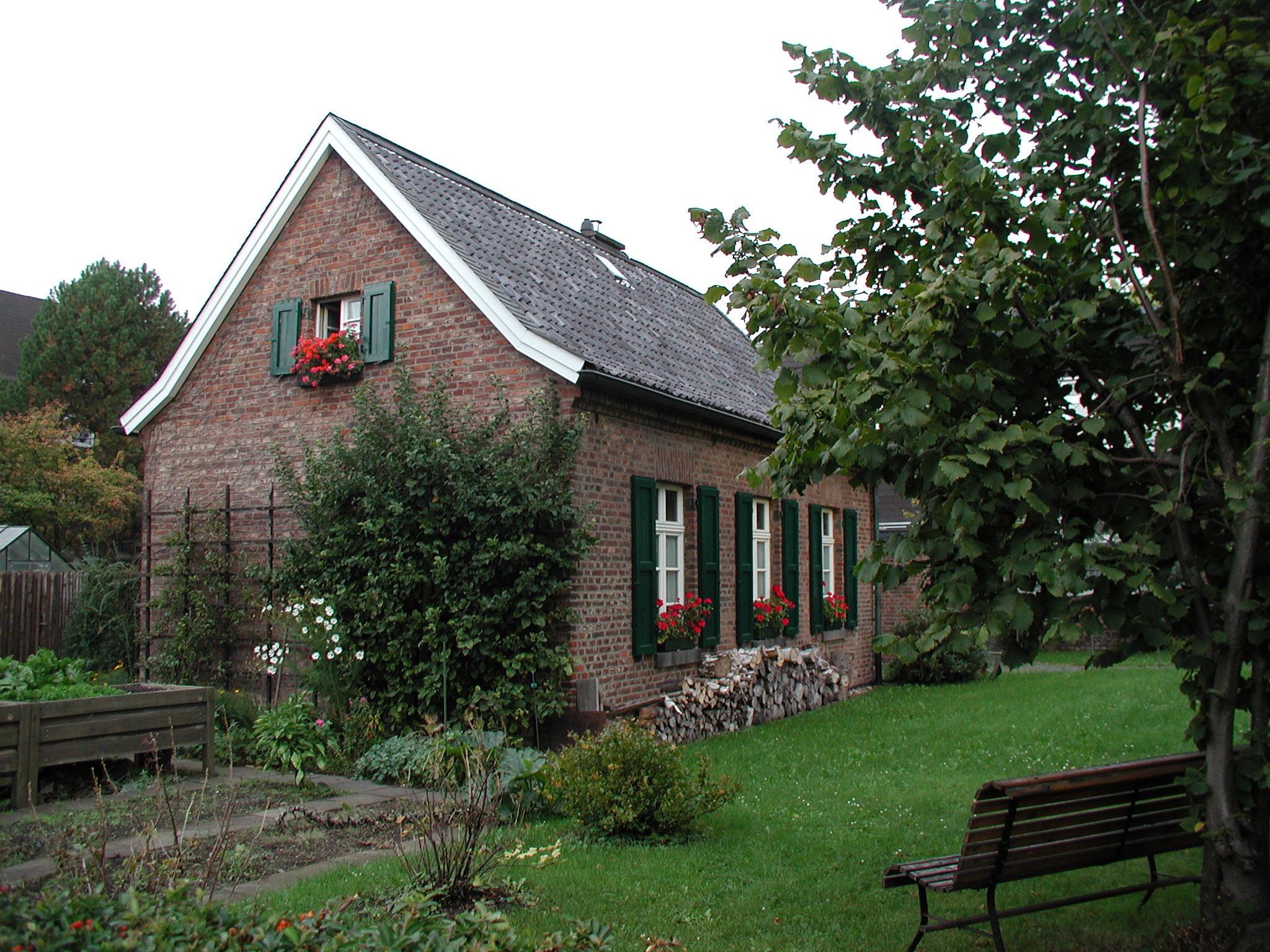
Lindenthal, restaurierte Zwergschule am Krieler Dömchen

In rotem Backstein, dem Geschmack der Jahrhundertwende, wurde 1905 die von Stadtbaumeister Busse errichtete nächste größere Schule in der Lindenburger Allee eingeweiht. Schon im ersten Jahr wurde diese moderne Volksschule von 750 Kindern besucht. Ab dem Frühjahr 1915 wurde die Schule für die Dauer des Ersten Weltkrieges zum Lazarett. Die spätere Einführung von Konfessionsschulen führte im Jahr 1960 zur Errichtung der evangelischen Schule Ecke Bachemer- und Schallstraße. Älteste weiterführende Schule war das Stein-Hardenberg-Gymnasium in der Gyrhofstraße. Der Neubau des im Zweiten Weltkrieg völlig zerstörten Gebäudes wurde für etwa 750.000 Mark errichtet und 1913 von Oberbürgermeister Max Wallraf eingeweiht. Im benachbarten Weyertal befand sich ein Gymnasium für Mädchen, das städtische Lyzeum III.
1956 entstand in der Gronewaldstraße die Johann-Joseph-Gronewald-Schule für Gehörlose Kinder.

### Klöster, Kirchen, Krankenhäuser

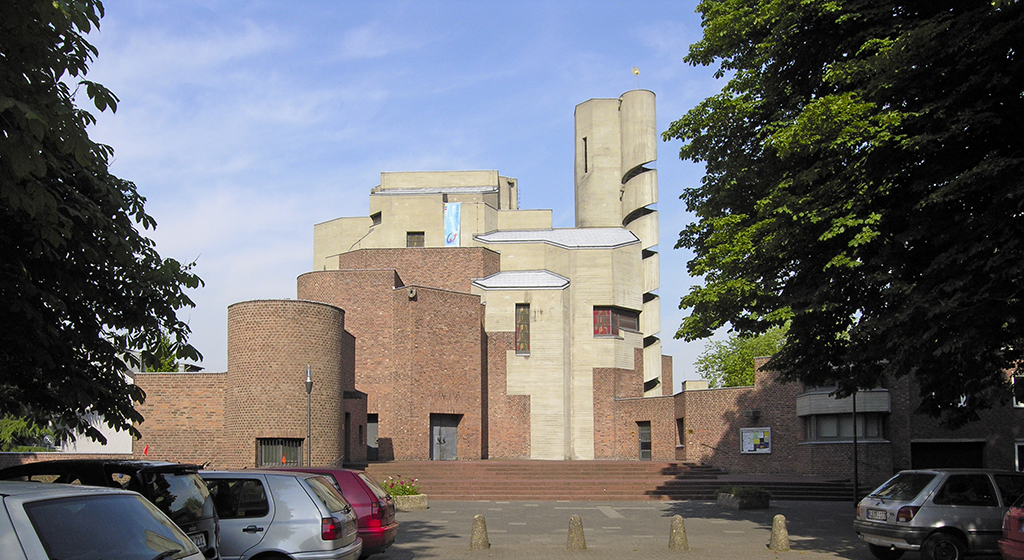
Die Kirche Christi Auferstehung in Köln-Lindenthal

Das Krieler Dömchen mit seinen Anwesen und das Leprosenhaus auf dem Gelände des heutigen Melatenfriedhofs gehen auf das 13. und 14. Jahrhundert zurück und sind die ältesten belegten Vorläufer späterer Vielfalt der Kirchen und Klöster sowie Einrichtungen der Wohlfahrtspflege und Hospitäler auf Lindenthaler Gebiet. So wird die Sankt-Anna-Kapelle in der Herderstraße 1696 erstmals erwähnt. Das Anna-Haus, ursprünglich eine Einrichtung der Cellitinnen aus der Kupfergasse, besitzt immer noch eine neugotische Kapelle als Anbau auf der Gartenseite.
Die Kirche Christi Auferstehung von Gottfried Böhm von 1968 ist ein viel beachtetes Bauwerk der Nachkriegsmoderne. Auch darüber hinaus bieten die verschiedenen katholischen Kirchen in Lindenthal „einen hervorragenden Überblick der unterschiedlichen Strömungen der Baukunst des 20. Jh.“.

#### St. Anna-Haus

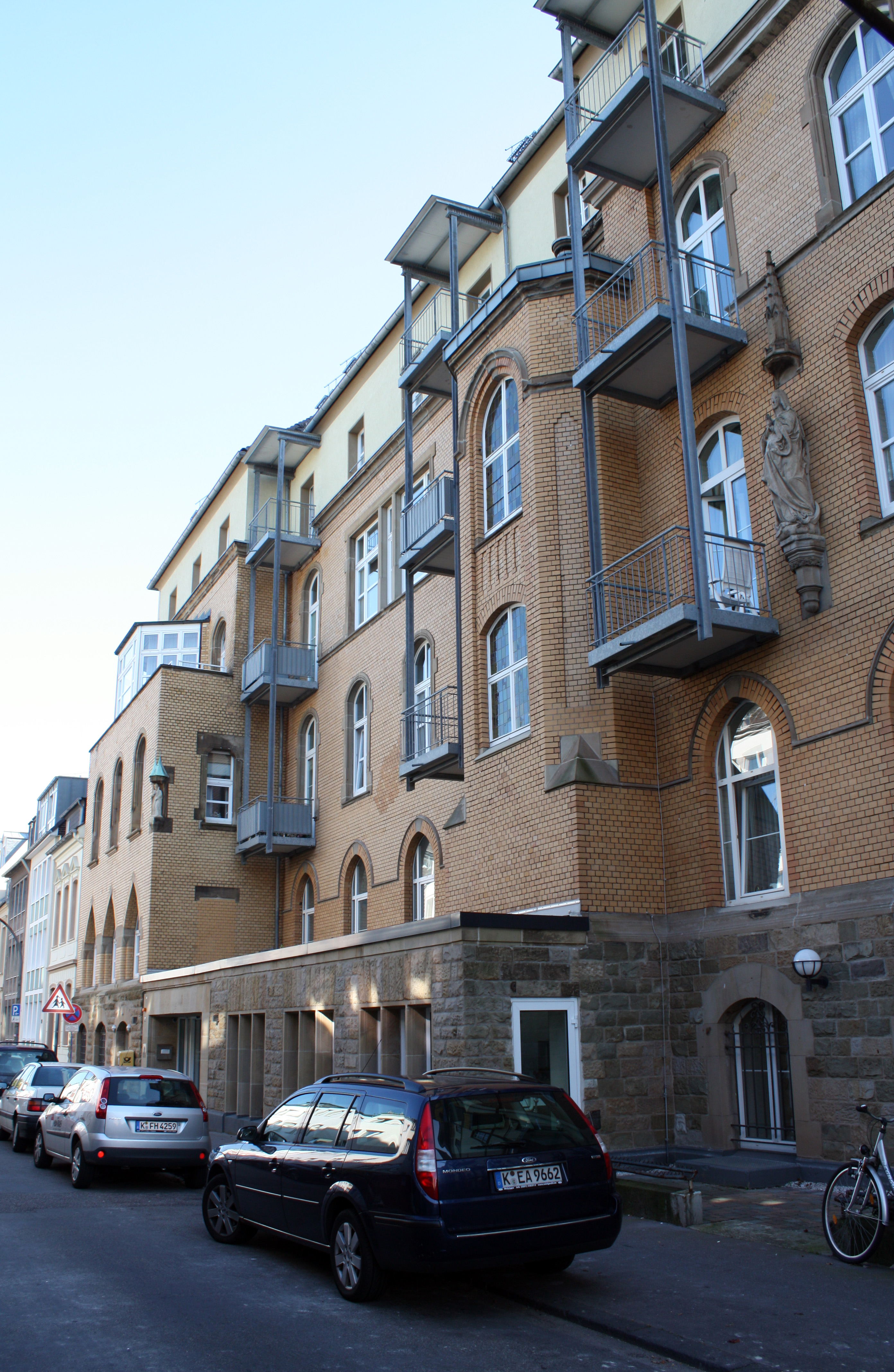
St. Anna-Haus, Herderstraße

Ursprünglich als Noviziat gegründet, betrieben die Cellitinnen hier für altersschwache weibliche Personen ambulante Pflegedienste. Nach dem Ausbruch des Ersten Weltkriegs am 1. August 1914 wurde Köln wegen der direkten Eisenbahnverbindungen zum westlichen Kriegsschauplatz ein wichtiger Stützpunkt zur Versorgung von verletzten Soldaten. Seit dem Zweiten Weltkrieg erfüllte man nach Durchführung einiger baulicher Anpassungen jahrzehntelang Aufgaben als allgemeines Krankenhaus. 1980 wurde im Sankt-Anna-Haus in der Herderstraße der reguläre Krankenhausbetrieb eingestellt.

#### St.-Hildegardis-Krankenhaus
Eine ähnliche Kapelle, die zum früheren Kloster der Alexianer gehörte, findet sich im aus dem Konvent der Alexianerbrüder hervorgegangenen, jetzigen St.-Hildegardis-Krankenhaus an der Bachemer Straße.

#### Evangelisches Kranken- und Waisenhaus

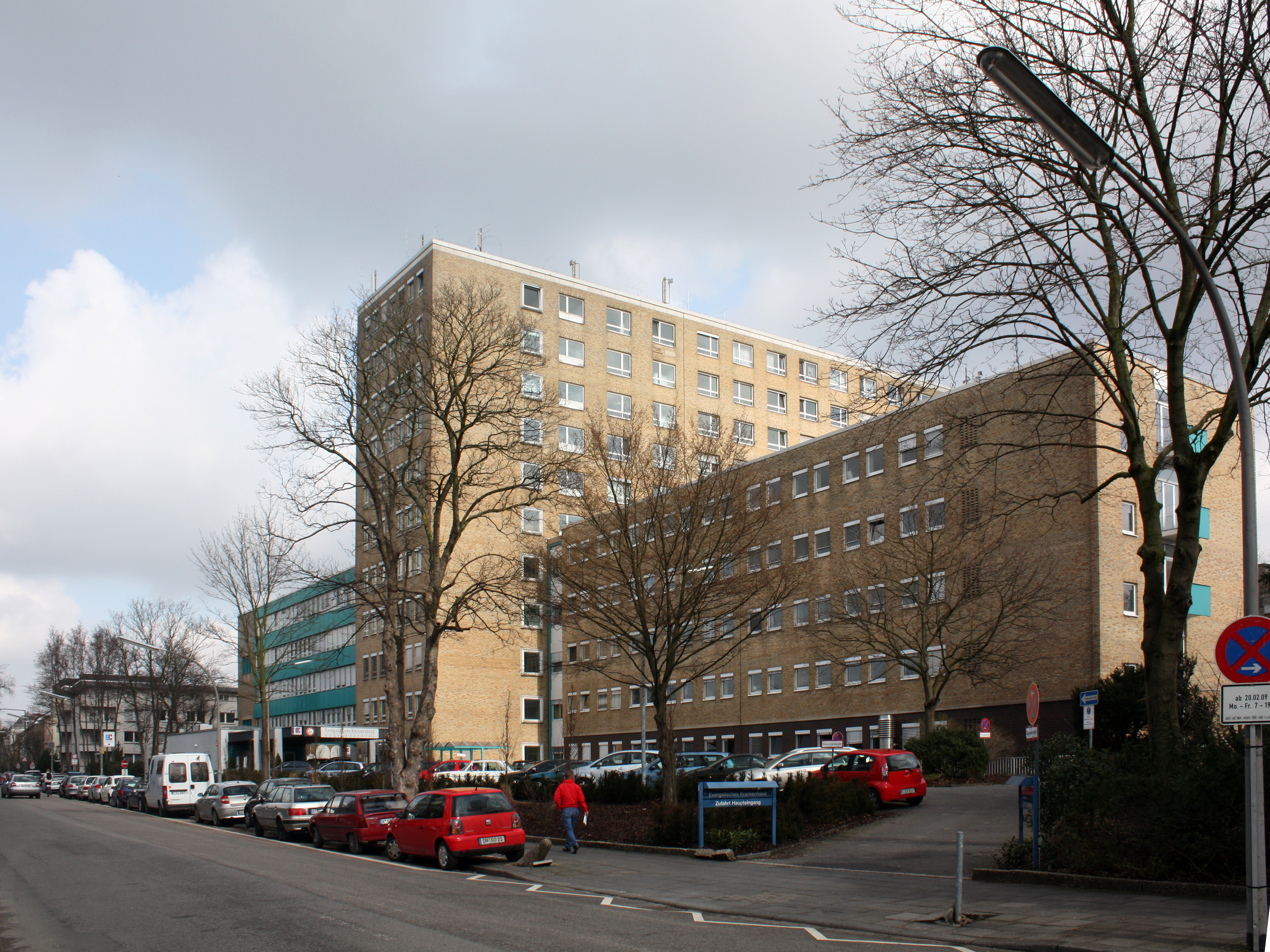
Ev. Krankenhaus

Im Herbst 1902 wurden im Weyertal das Evangelische Krankenhaus und das Evangelische Waisenhaus zeitgleich eingeweiht. Ermöglicht wurden die Neubauten durch bedeutende Spenden angesehener evangelischer Kölner Familien. Dieses weitere Krankenhaus auf Lindenthaler Gebiet, von dem Leipziger Architekten Alfred Ludwig entworfen, war ein Backsteinbau mit Pavillonelementen und riesigem Garten auf einem 32.000 m² großen Areal. Im Jahr 1967 wurde das Krankenhaus, nun ergänzt um ein Wohnheim für Studenten, Mitarbeiter und Auszubildende in seiner jetzigen Form neu erbaut.

#### Lindenburg
Johann Heinrich Richartz stiftete nicht nur das Geld (232.000 Taler) für den ersten Museumsbau Kölns im Jahr 1861, er hinterließ der Stadt auch 100.000 Taler für den Bau einer „Heil- und Pflegeanstalt“, für die er zur Bedingung machte, dass sie nur Kölner Bürgern dienen sollte. Diese Anstalt wurde die „Lindenburg“ – das spätere Universitätsklinikum Köln.
Als Lindenburg bezeichnete man in früherer Zeit ein zwischen Bachemer- und Gleueler Straße gelegenes Landgut des Ordens der Antonitermönche. Auf diesem rund 120.000 m² großen Gelände wurde Anfang des 20. Jahrhunderts die städtische Krankenanstalt Lindenburg – Coeln gegründet. In einer Bauzeit von knapp drei Jahren wurden unter der Leitung von Bauinspektor Johannes Baptist Kleefisch 35 Gebäude errichtet. Auf dem Areal der Lindenburg gab es schon vor Errichtung der Neubauten von 1905 bis 1910 Kapelle und Konvent der Cellitinnen. Auch im Jahr 2023 hat die Krankenanstalt ihr eigenes, vom Architekten Gottfried Böhm entworfenes Gotteshaus in der Josef-Stelzmann-Straße, die Johannes dem Täufer geweiht ist.
An den Namen Lindenburg erinnert noch die Bezeichnung der KVB-Haltestelle der Stadtbahnlinie 9 an der Zülpicher Straße/Ecke Josef-Stelzmann-Straße. Auch die Lindenburg Akademie als Aus- und Weiterbildungszentrum der Gesundheitsfachberufe des Universitätsklinikums Köln mit Sitz in der Gleueler Straße/Bitburger Straße greift diesen historischen Namen auf.

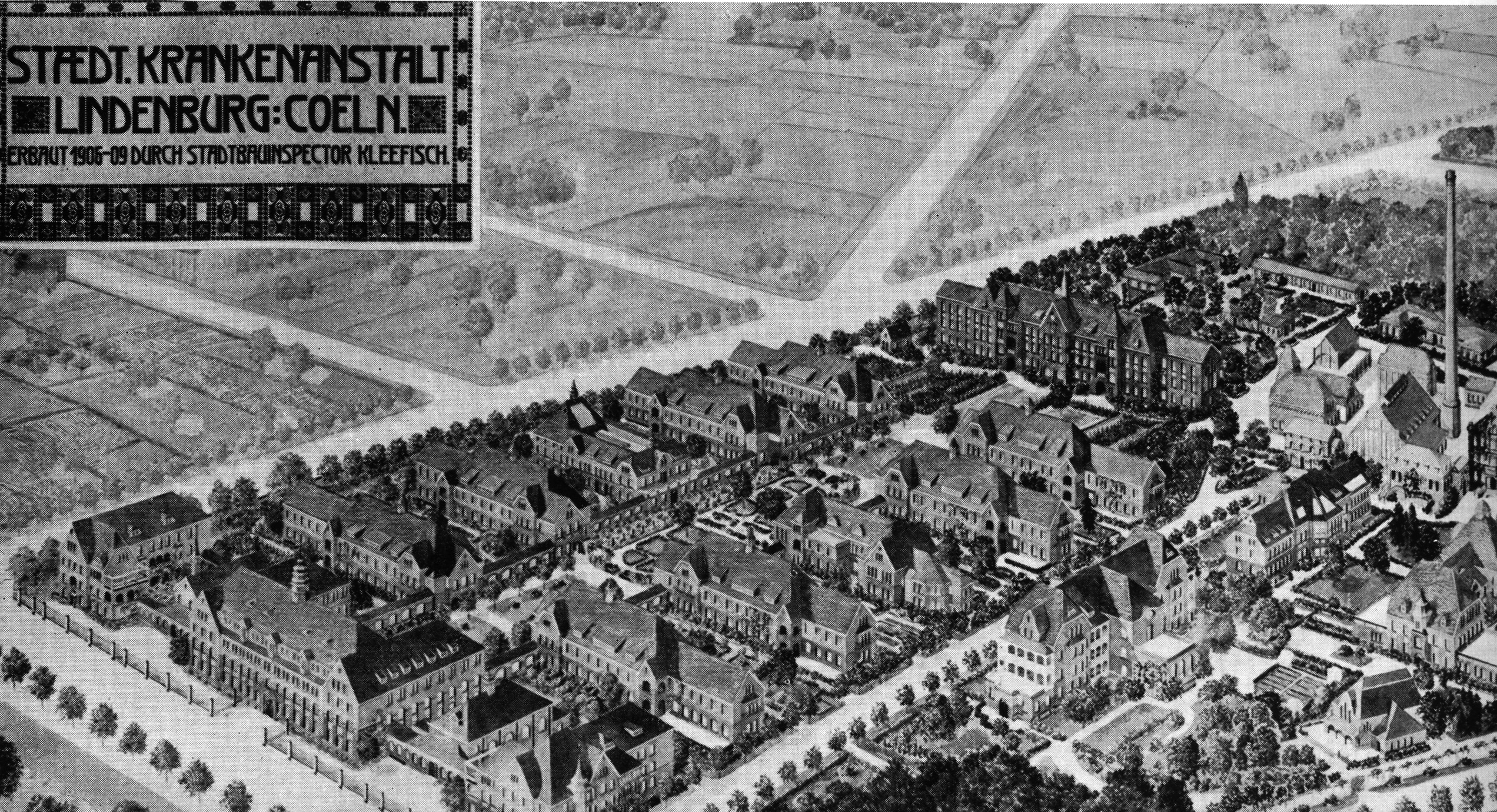
Lindenburg Coeln, erbaut 1905 bis 1909
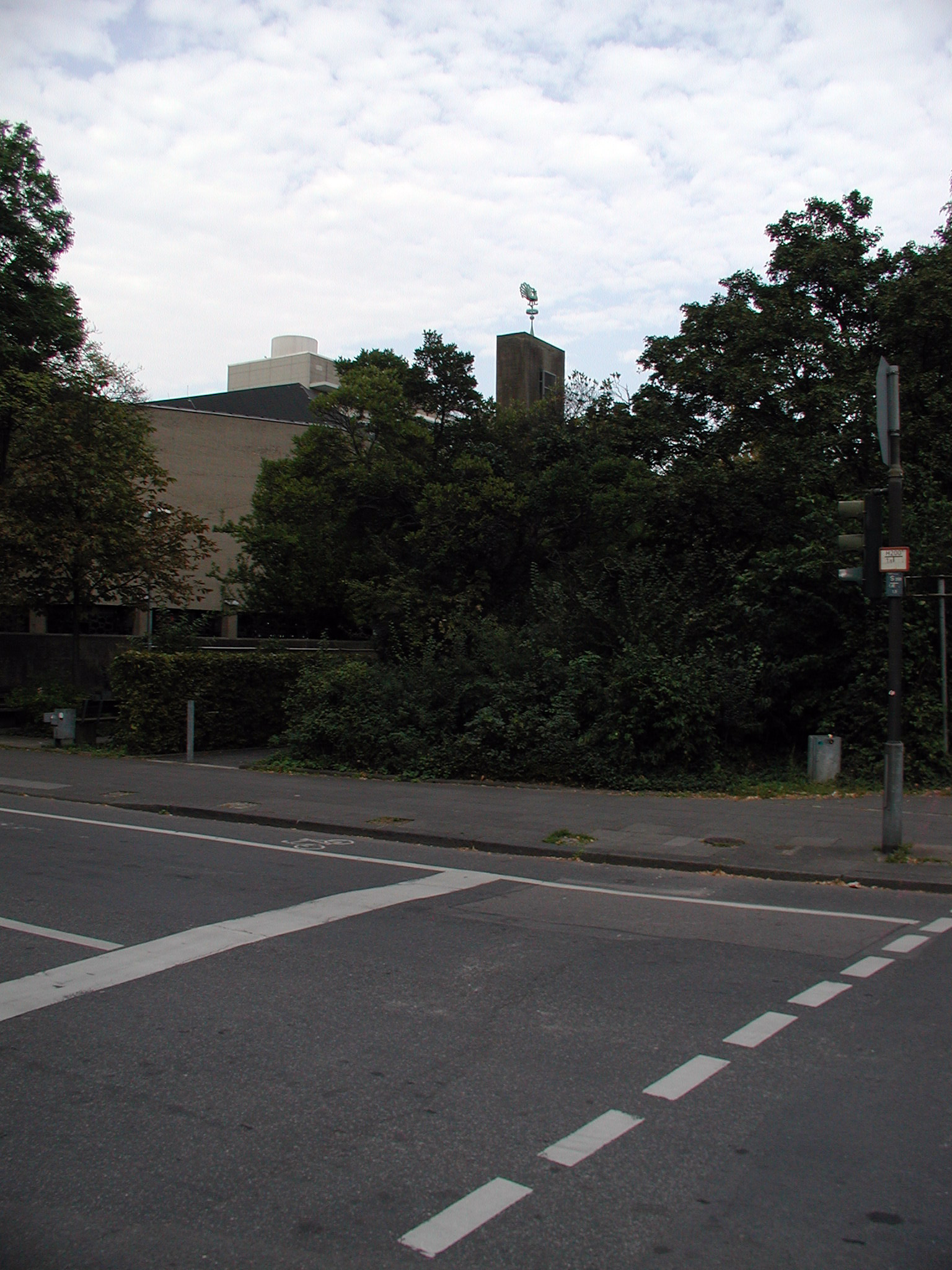
Kirche Johannes der Täufer
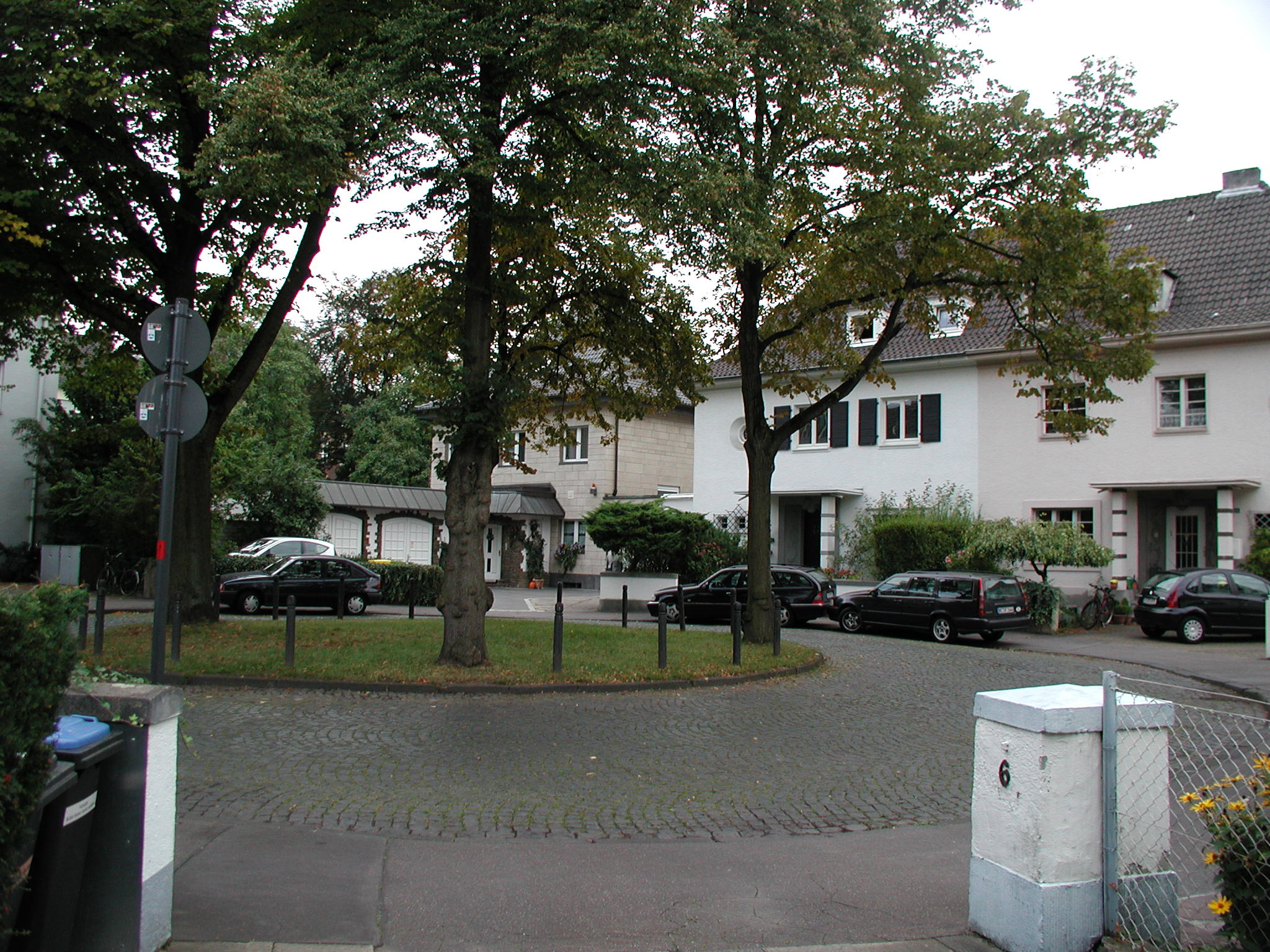
Lindenhof an der Josef-Stelzmann-Straße
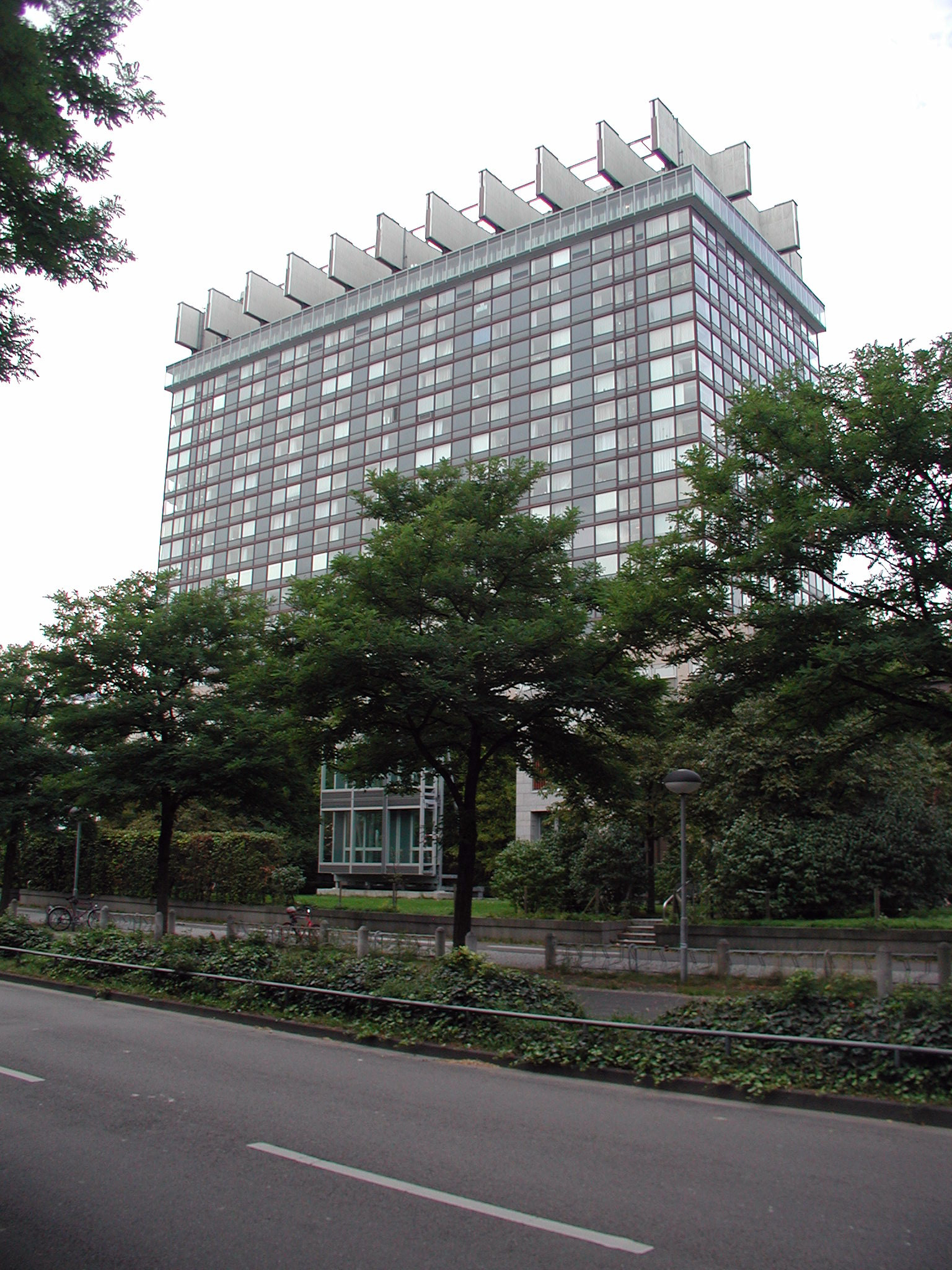
Bettenhaus des Universitätsklinikums

#### Hohenlind
Das Sankt-Elisabeth-Krankenhaus, nach seinem Platz auf dem Gelände des ehemaligen Rittergutes auch „Hohenlind“ genannt, ging im Oktober 1932 als Ausbildungskrankenhaus in Trägerschaft der Caritas in Betrieb. Das Gut, Namensgeber des Ortsteils, umfasste 1867 mit einer Fläche von 684 Morgen Land auch den dortigen Mönchhof, den Platzhof und eine Wassermühle.
Das neue Krankenhaus an der jetzigen Werthmann-/Prälat-van-Acken-Straße, wie es nun am alten, 16 Morgen großen Park des ehemaligen Gutes lag, ließ die Betrachter damaliger Zeit zu Superlativen greifen: „das größte Krankenhaus Westdeutschlands“, „ein Werk, das in Deutschland nicht seinesgleichen hat“, „Stadt für sich“ oder „ein Krankenhaus, wie es sein soll“ waren die Kommentare. Das kirchlich geprägte Krankenhaus ist im 21. Jahrhundert auch akademisches Lehrkrankenhaus der Universität zu Köln. Bestandteil des Krankenhauses ist die bemerkenswerte St. Elisabeth-Kirche von Dominikus Böhm mit zahlreichen Ausstattungsstücken von Ewald Mataré.

#### Geusenfriedhof
Ursula von Gohr zu Kaldenbroek stiftete schon 1576 vor dem Weyertore für den Friedhof ein Grundstück. Das rund 7.200 Quadratmeter große Grundstück war bis 1829 als der Friedhof der Geusen in Köln die einzige Ruhestätte für evangelische Tote.

#### Rote Kirche

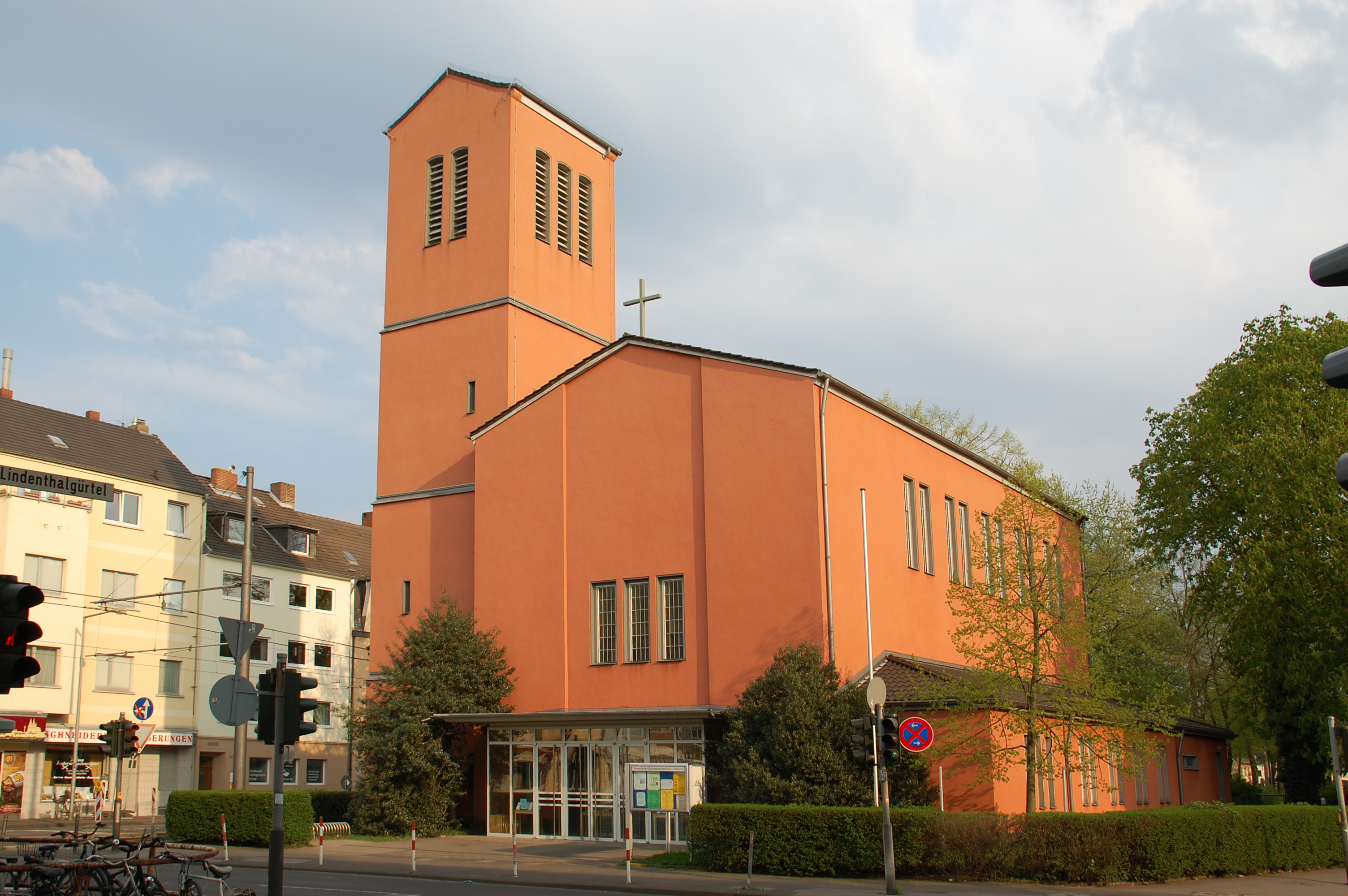
Paul-Gerhardt-Kirche, die „Rote Kirche“

Die an der Kreuzung Gleueler Straße und Lindenthalgürtel gelegene Kirche wurde 1901 eingeweiht. Sie war die erste evangelische Kirche in Lindenthal, ein neugotischer Backsteinbau.
Da sie zu Anfang noch keinen Namen trug, gab ihr der Volksmund den noch geläufigen Namen „Rote Kirche“. Sie wurde 1944 fast vollständig zerstört. Den Namen Paul-Gerhardt-Kirche erhielt sie erst beim Wiederaufbau 1951.

### Der Zweite Weltkrieg
Lindenthal wurde vom Bombenkrieg des Zweiten Weltkriegs zu 85 % zerstört. Eine Gedenktafel am Haus Dürener Straße 89 erinnert an die im Konzentrationslager Auschwitz ermordete heilige Edith Stein, die Mitglied des Kölner Konvents der Unbeschuhten Karmelitinnen war. Das Edith-Stein-Archiv befindet sich in dem nach dem letzten Weltkrieg wiedererrichteten Karmel St. Maria vom Frieden in der Kölner Südstadt.

### Nachkriegszeit

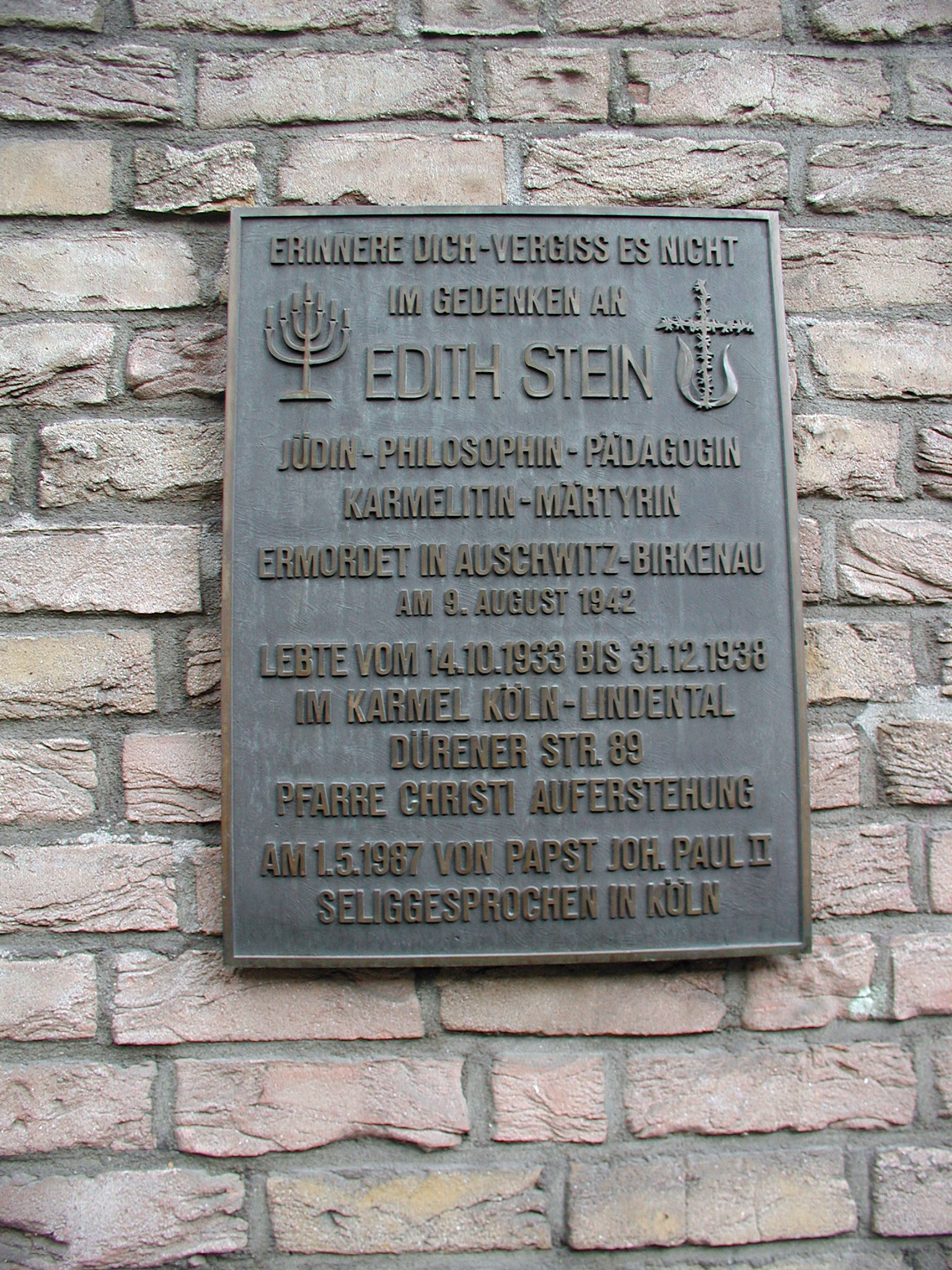
Edith-Stein-Gedenktafel, Dürener Straße 89

Die besonders starken Zerstörungen des letzten Weltkrieges in Lindenthal trafen auch den Einzelhandel. Da und dort, bevorzugt an Kreuzungen, zeigte sich Neubeginn und Wiederanfang. Bäcker- und Metzgerladen gesellte sich zum kleinen Kolonialwarengeschäft an der Ecke, ein paar Häuser daneben versuchte es ein Schneider mit einer geretteten Nähmaschine. Es dauerte bis in die 1970er Jahre, bis zum Beispiel die Dürener Straße von der Hans-Sachs-Straße bis zum Lindenthalgürtel wieder ein geschlossenes Bild bot. Ein damals eröffnetes Kino, das „Corso“ auf der Dürener Straße, hat sich jedoch, ähnlich wie in anderen Vororten (beispielsweise das „Roland-Kino“ in Sülz), nicht in die heutige Zeit retten können.
Ende der 1960er Jahre wurde gegen erhebliche Proteste das Stadtwald-Restaurant am Stadtwaldweiher abgerissen und durch das Esso-Hotel (später umbenannt in Leonardo Royal Hotel Köln) ersetzt.

## Gegenwart
Zu Beginn der 2020er Jahre kann man in direkter Nähe zum Stadtwald und dem Kölner Grüngürtel auf der Dürener Straße und dem Lindenthalgürtel einkaufen, hier sind auch diverse Banken sowie eine Vielzahl Hotels zu finden. Speziell die Dürener Straße bietet eine Reihe Geschäfte für gehobene Ansprüche und etwa zwei Dutzend Gaststätten, Restaurants, Cafés, Bistros und Kneipen. Die Phase des Wiederaufbaus und des Wirtschaftswunders hat so gut wie keine Spuren hinterlassen.

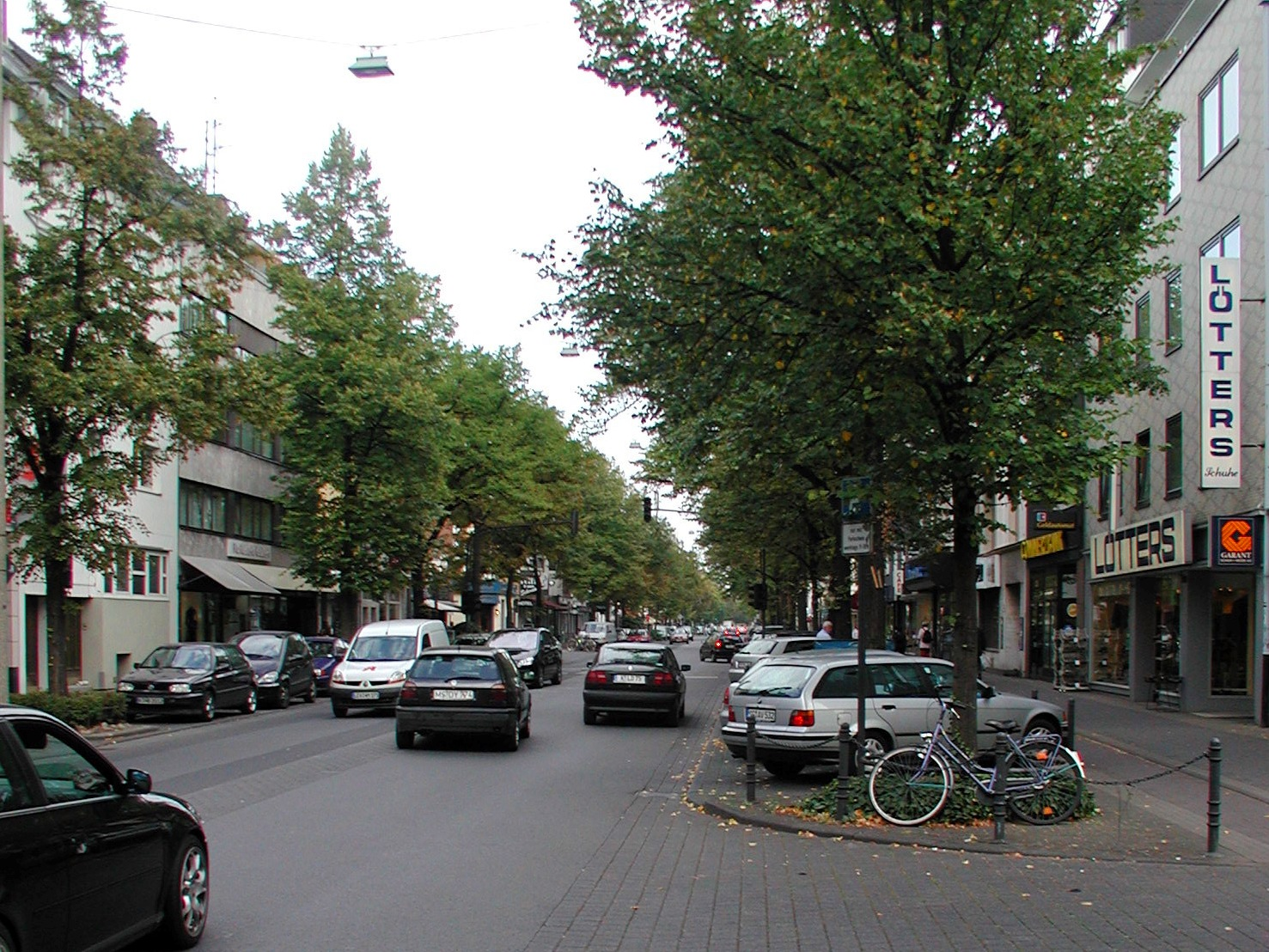
Dürener Straße
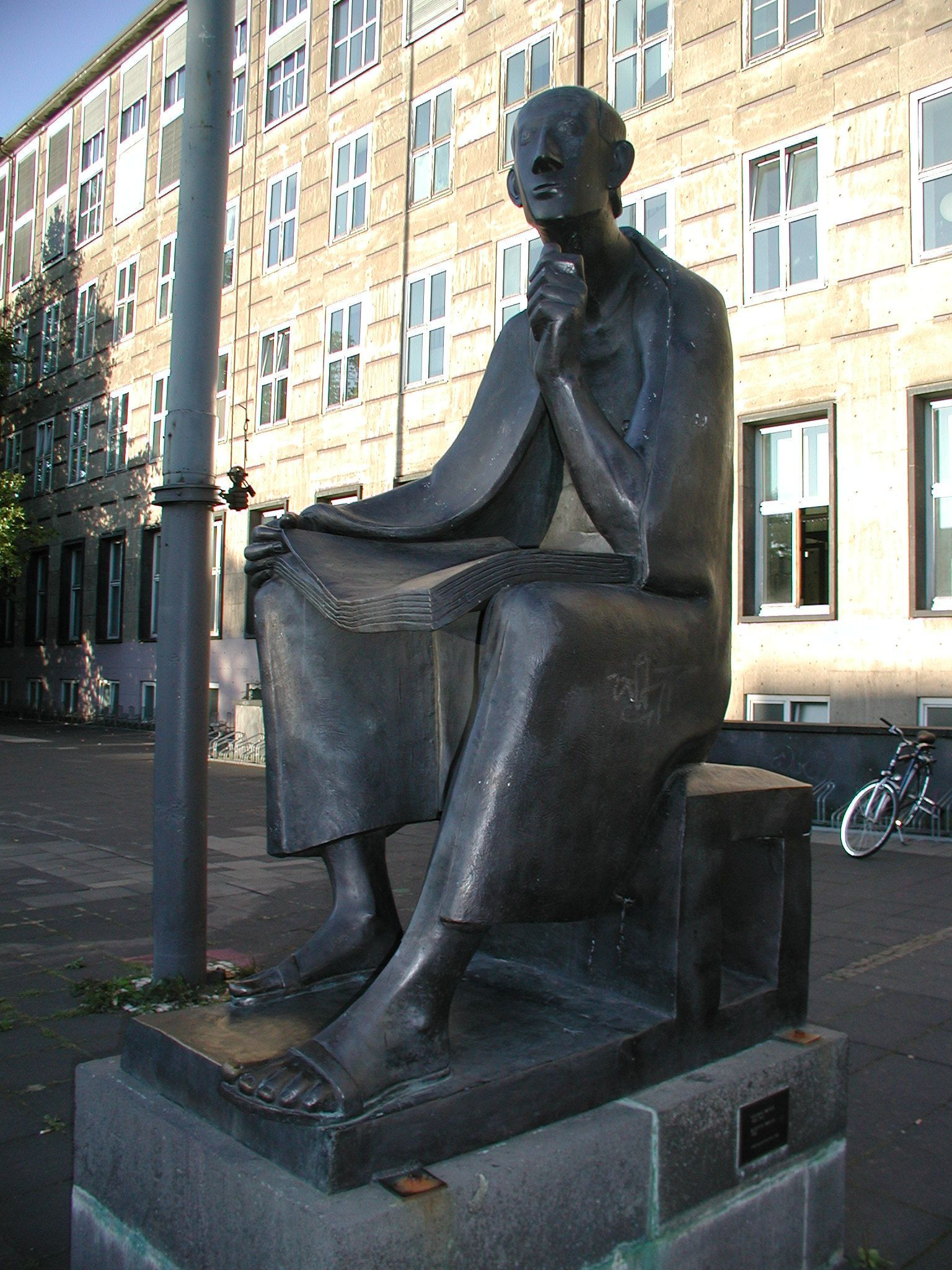
Albertus Magnus vor der Uni Köln
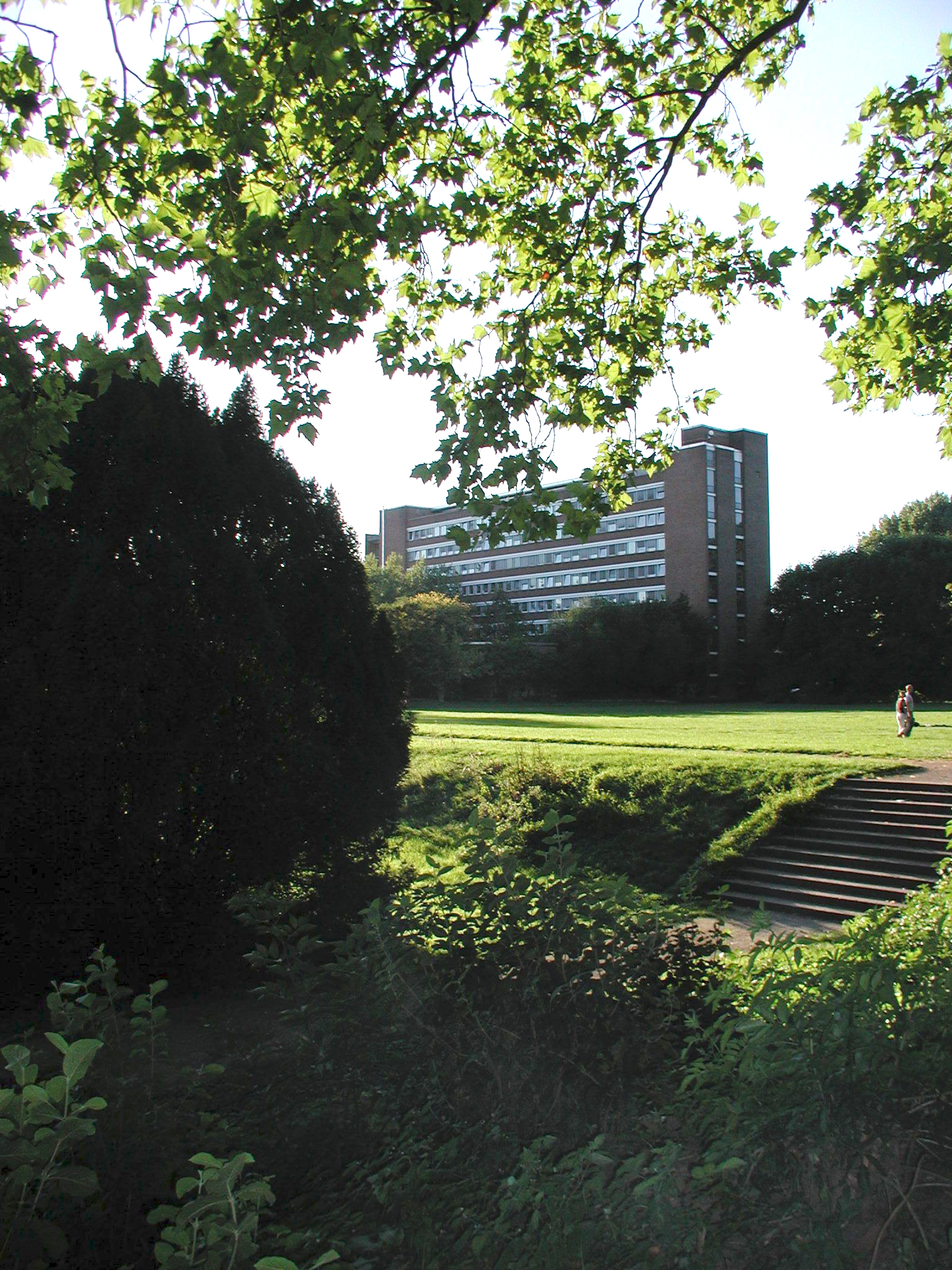
WISO-Gebäude der Uni-Köln
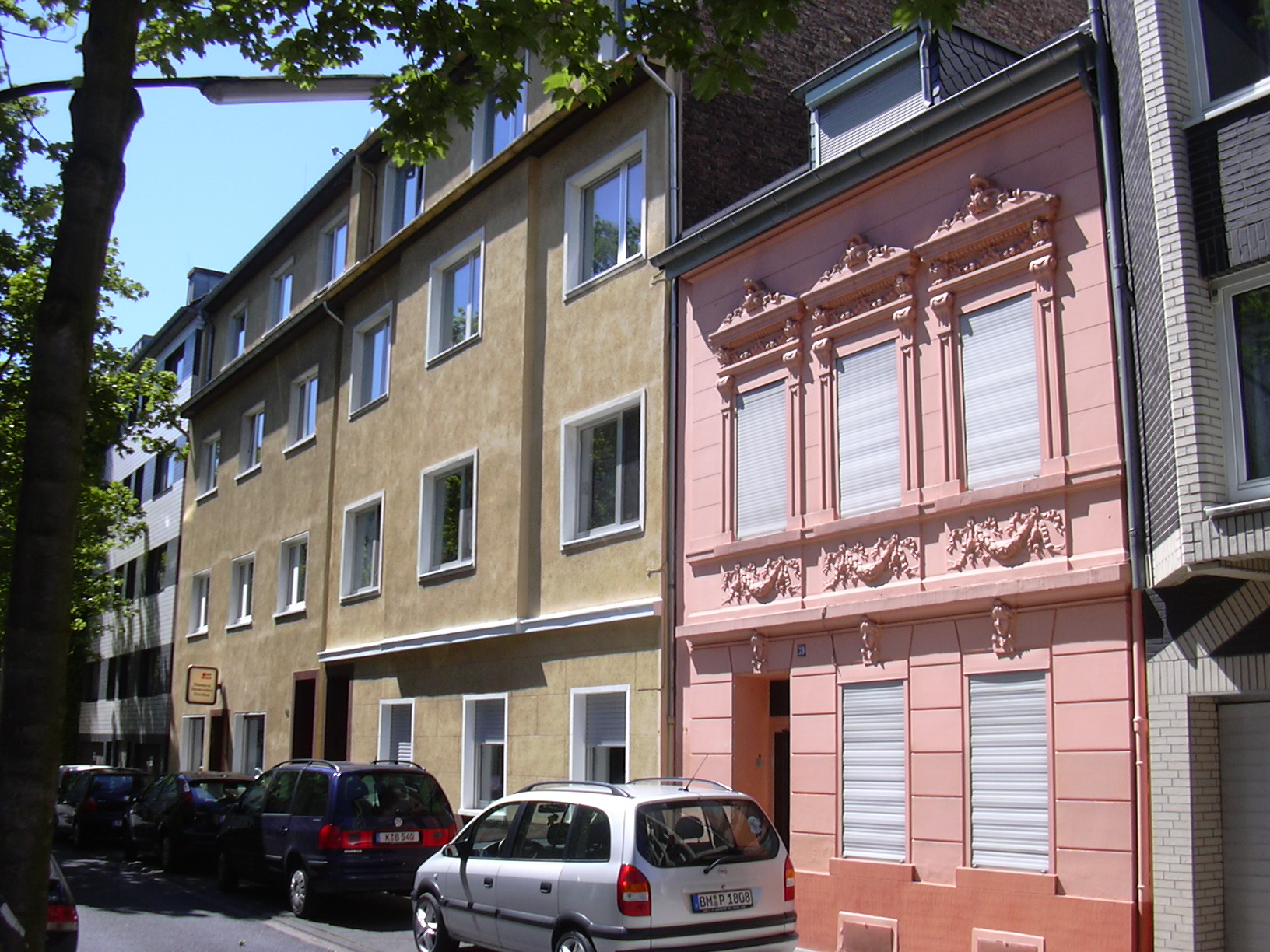
Restaurierungsbeispiel: Jugendstil in der Scheffelstraße

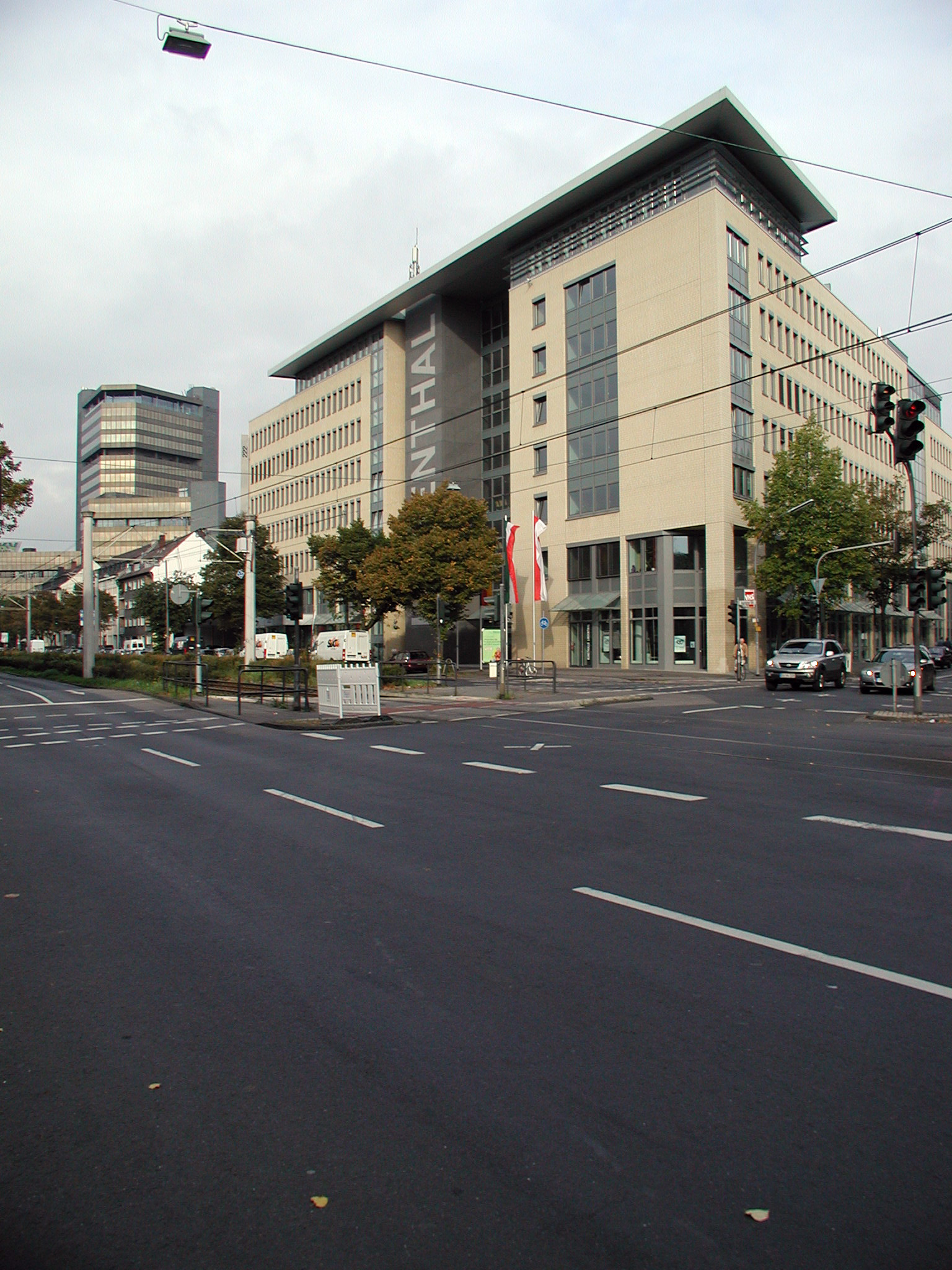
Bezirksrathaus Lindenthal

### Bevölkerungsstruktur
Struktur der Bevölkerung von Köln-Lindenthal (2021):
- Durchschnittsalter der Bevölkerung: 42,2 Jahre (Kölner Durchschnitt: 42,3 Jahre)
- Ausländeranteil: 10,0 % (Kölner Durchschnitt: 19,3 %)
- Arbeitslosenquote: 3,1 % (Kölner Durchschnitt: 8,6 %)

### Öffentliche Einrichtungen und Museen
- Bezirksrathaus Lindenthal
- Museum für Ostasiatische Kunst (Köln)
- Japanisches Kulturinstitut
- Generalkonsulat Italien und Italienisches Kulturinstitut Köln

### Kirchen und soziale Einrichtungen

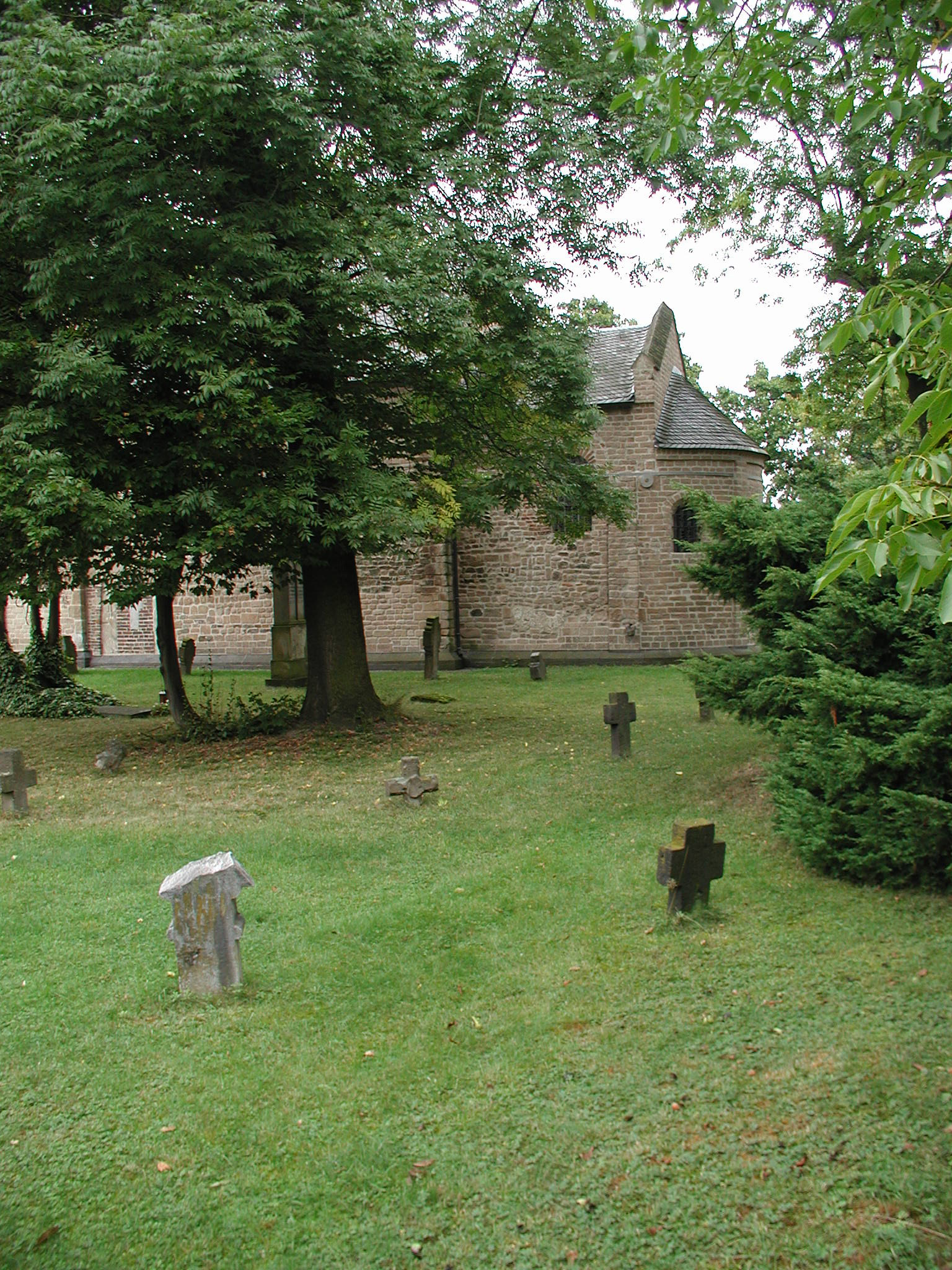
Krieler Dömchen, Kirchhof

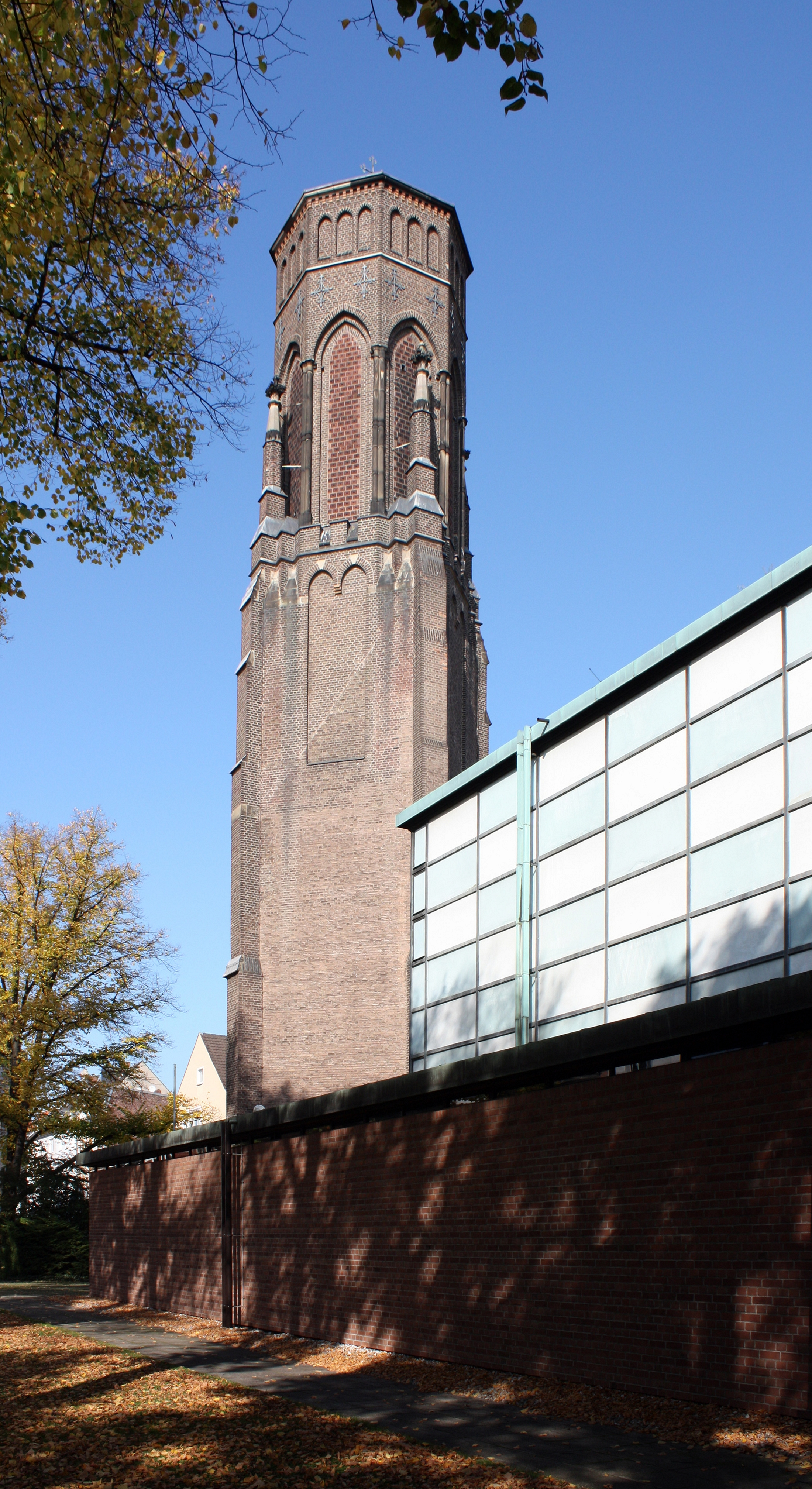
Sankt Stephan

- Evangelische Kirchengemeinde Köln-Lindenthal
- Christi Auferstehung, Brucknerstraße
- Krieler Dömchen
- St. Albertus Magnus in Kriel
- St. Laurentius, An Sankt Laurentius (profaniert seit 2019)
- St. Johannes der Täufer (katholische Kirche der Uniklinik Köln)
- Paul-Gerhardt-Kirche, Lindenthalgürtel
- Sankt Stephan, Bachemer Straße
- Sankt Thomas Morus, Decksteiner Straße
- Kapelle im Sankt-Anna-Haus, Herderstraße und Hildegardis-Krankenhaus, Bachemer Straße,
- Freie evangelische Gemeinde Köln-Lindenthal, Clarenbachstraße
- Katharina-von-Bora-Haus, Seniorenheim der Diakonie Michaelshoven, Stadtwaldgürtel

### Hochschulen und Schulen
- Kölner Hochschule für Katholische Theologie (KHKT)
- Universität zu Köln
- Rheinische Schule für Schwerhörige
- Liebfrauenschule Köln
- Grundschule Lindenburger Allee
- Grundschule Bachemer Straße
- Fachschule des Möbelhandels (Frangenheimstraße)

#### Apostelgymnasium
Das katholische Gymnasium wurde zunächst 1860 gegenüber der Basilika St. Aposteln in der Nähe des Neumarkts in der Kölner Innenstadt in Betrieb genommen und dort 1939 wegen städtebaulicher Maßnahmen – dem Bau der heutigen Hahnenstraße – aufgelöst und abgerissen. Nach dem Zweiten Weltkrieg begann ein provisorischer Unterricht im Gebäude einer alten Hutfabrik in der Lotharstraße in Köln-Sülz. 1959 erfolgte die Grundsteinlegung des heutigen Gebäudes in Lindenthal, 1961 der feierliche Einzug und Aufnahme des Schulbetriebes.

### Verkehr
Die den Stadtteil flankierende Aachener- und die Zülpicher Straße führt direkt in die Innenstadt. Als Ausfallstraßen haben die Aachener Straße B 55 und die Dürener Straße B 264 Anschluss an die Bundesautobahn 4.
Lindenthal hat mit den Stadtbahnlinien 1, 7 und 13 sowie den Buslinien 136, 142 und 146 Anbindung an den öffentlichen Nahverkehr.

## Töchter und Söhne des Veedels
- Peter Kintgen (1884–1957), Lehrer und Mundartdichter
- Fritz-Otto Busch (1890–1971), Marineoffizier, Übersetzer und Schriftsteller
- Marga Philip, geborene  Nockher (1900–1974), Frauenrechtlerin und Sozialpolitikerin
- Kurt Welter (1916–1949), Jagdflieger
- Klaus Hartmann (1929–2019), Unternehmensvorstand und Präsident des 1. FC Köln
- Jürgen Maria Baur (1935–2022), Rechtsanwalt und Verfasser des 1970 erstmals erschienenen Kommentars juristischer Investmentgesetze
- Hermann Josef Mahlberg (* 1938), Maler, Grafiker, Bildhauer und Hochschullehrer
- Carl-August Witt (* 1938), Metallurge und Hochschullehrer
- René Buchholz (* 1958), römisch-katholischer Theologe und Hochschullehrer
- Robin Dutt (* 1965), Fußballtrainer

## Weitere Persönlichkeiten in Lindenthal
- Herbert Frost (1921–1998), Jurist, Kirchenrechtler und Hochschullehrer in Köln, wohnte in Lindenthal.
- Günter Thiele (1927–2010), Verwaltungsjurist, Staatssekretär in Nordrhein-Westfalen und Rechtsanwalt, wohnte in Köln-Lindenthal.